# Aufstände in Oberschlesien

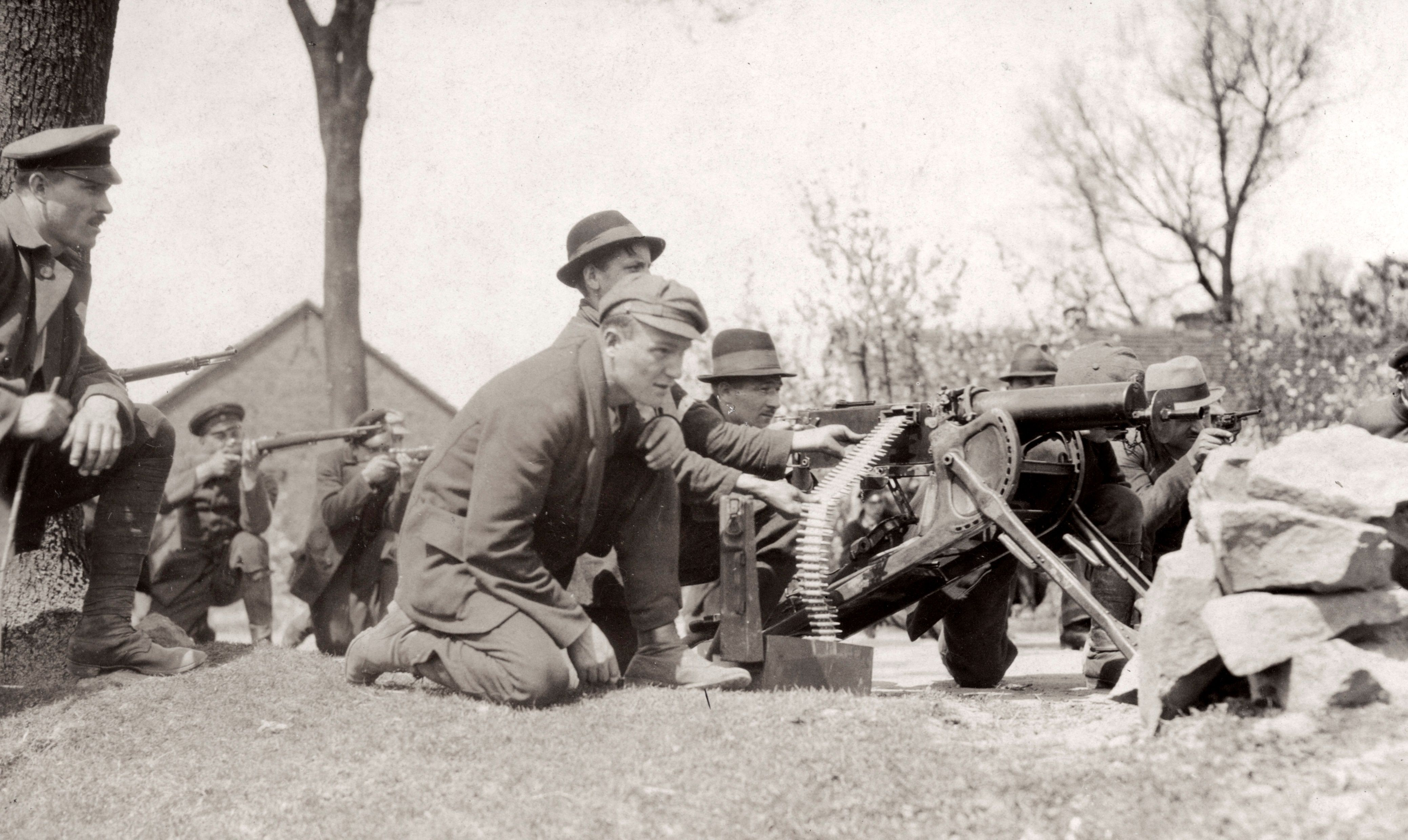
Polnische Aufständische mit Maschinengewehr (1921).

Die Aufstände in Oberschlesien (auf Polnisch Powstania śląskie ‚Schlesische Aufstände‘) waren drei bewaffnete Konflikte, die zwischen 1919 und 1921 im zum Deutschen Reich gehörenden Oberschlesien stattfanden. Die Aufstände fanden im Zusammenhang mit der Frage nach der territorialen Zugehörigkeit des durch den Versailler Vertrag festgelegten oberschlesischen Abstimmungsgebiets statt. Die polnischen Aufständischen verfolgten das Ziel des Anschlusses Oberschlesiens an die Zweite Polnische Republik. Die Aufstände unterschieden sich stark voneinander in Umfang und Weise und sind als Teil des von 1919 bis 1922 andauernden politischen Ringens um die territoriale Zugehörigkeit Oberschlesiens zu verstehen.
Der Erste Schlesische Aufstand im August 1919 dauerte etwa zehn Tage, der Zweite Schlesische Aufstand im August 1920 dauerte eine Woche und der Dritte Schlesische Aufstand dauerte etwa zwei Monate, von Anfang Mai bis Anfang Juli 1921. Es ist zu beachten, dass in Oberschlesien vom Frühjahr 1919 bis zum Vollzug der endgültigen Grenzregelung im Sommer 1922 durchgängig Gewalttaten von polnischen und deutschen Nationalisten verübt wurden, die einen bürgerkriegsähnlichen Charakter hatten. Die drei Aufstände unterscheiden sich davon insoweit, dass sich in dieser Zeit geschlossene (para-)militärische Verbände in kriegsähnlichen Gefechten gegenüberstanden und dabei für die Dauer der Aufstände die tatsächliche Kontrolle über die von ihnen besetzten Gebiete ausübten.
Insgesamt dürften bei den militanten Auseinandersetzungen in Oberschlesien zwischen 1919 und 1922 mehrere tausend Menschen gewaltsam ums Leben gekommen sein. Etwa vier Fünftel der Opfer wurden während der drei Schlesischen Aufstände getötet, allein drei Fünftel während des Dritten Schlesischen Aufstands 1921.

## Erster Aufstand (August 1919)

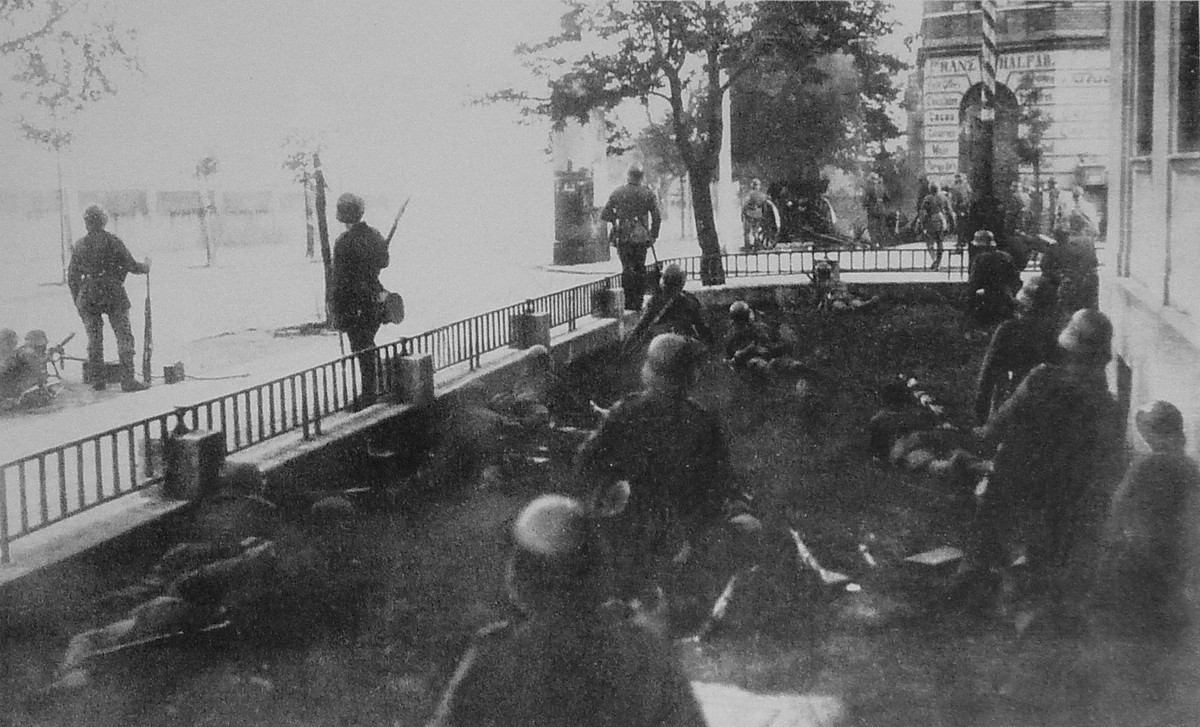
Ein Pressefoto in der Palatka Daily News zeigt deutsche Soldaten, die gegen polnische Aufständische in Myslowitz kämpfen (1919).

Der erste Aufstand im August 1919 war vor allem das Ergebnis eines Richtungskampfes innerhalb der nationalpolnischen Bewegung in Oberschlesien. So bemühten sich die Vertreter der polnischen Nationaldemokratie im ersten Halbjahr 1919 darum, den vollständigen Anschluss Oberschlesiens an Polen auf politischem Weg über die Pariser Friedensverhandlungen zu erreichen. Bis Mai 1919 schien dieser Weg erfolgversprechend zu verlaufen. Nach erheblichen Widerständen von deutscher Seite im Mai 1919 griff die britische Delegation den Vorschlag der Reichsregierung nach Abhaltung eines Plebiszits auf und setzte diesen im Juni 1919 im Rat der Vier durch.
Dies führte in Oberschlesien auf polnischer Seite zu erheblichen internen Spannungen. Die Nationaldemokratie unter ihrem in Oberschlesien führenden Kopf Wojciech Korfanty wollte unbedingt am Weg einer friedlichen politischen Lösung festhalten und schätzte ein Plebiszit als für die polnische Seite gewinnbar ein. Die paramilitärischen Kräfte der Polska Organizacja Wojskowa Górnego Śląska ‚Polnische Militärorganisation Oberschlesien‘ (POW GŚl), des oberschlesischen Ablegers der Polska Organizacja Wojskowa ‚Polnische Militärorganisation‘, nominell unter der Führung von Alfons Zgrzebniok, drängten hingegen auf einen bewaffneten Aufstand, um unverzüglich Fakten zu schaffen. Die POW GŚl war zu dieser Zeit im Stile einer Guerillabewegung in vergleichsweise selbstständig agierenden Gruppen organisiert. Insofern war die Befehlsgewalt nicht vollständig zentralisiert und Korfanty konnte den Kurs der einzelnen Gruppen der POW GŚl nur durch persönliche Kontakte mit den lokalen Kommandeuren indirekt steuern. Zunächst im April und dann erneut im Juni 1919 konnte er die POW GŚl von einem bewaffneten Aufstand abhalten. Als diese Mitte August 1919 erneut mit einem Aufstand drohten, konnte Korfanty erst wenige Stunden vor dem geplanten Beginn des Aufstands seine ablehnende Haltung durchsetzen, doch konnten nun nicht mehr alle Gruppen rechtzeitig informiert werden. Die in der älteren Literatur gelegentlich vertretene These, der erste Aufstand sei eine spontane Reaktion auf einen gewalttätigen Zusammenstoß zwischen polnischen Bergarbeitern und deutschen Aufsehern gewesen, ist historisch widerlegt.
Der erste Aufstand brach in der Nacht vom 16. auf den 17. August 1919 aus und dauerte bis zum 26. August 1919. Er blieb im Wesentlichen auf die Kreise Rybnik und Pleß beschränkt. Während dieser Zeit verfügte die POW GŚl insgesamt schätzungsweise über etwa 14.000 Kämpfer, jedoch nur über etwa 3800 Gewehre und weitere etwa 2300 Schusswaffen. Die Zahl der aktiv Beteiligten am ersten Aufstand war sicherlich deutlich geringer, genaue Angaben lassen sich kaum rekonstruieren.
Die deutsche Seite ging unter Leitung des mit Sondervollmachten der Reichsregierung ausgestatteten Reichs- und Staatskommissars Otto Hörsing (SPD) mit regulären Truppen (Kleine Reichswehrbrigade Nr. 32 unter dem militärischen Kommando von Generalmajor Karl Hoefer), die von der sogenannten Schwarze Reichswehr unterstützt wurden, mit großer Brutalität gegen die Aufständischen vor. Bei den Kämpfen kamen insgesamt etwa 500 Personen ums Leben, davon etwa 100 auf deutscher Seite. Die Kämpfer der POW GŚl mussten sich über die Grenze nach Polen ins Exil zurückziehen, viele ihrer geheimen Strukturen wurden in den folgenden Monaten von der deutschen Polizei und dem Militär zerschlagen.
Nach dem gescheiterten Aufstand wurden die paramilitärischen Strukturen in den folgenden Monaten schrittweise umgestaltet. Sowohl der Nationaldemokrat Wojciech Korfanty als auch die politisch konkurrierende Gruppe um Józef Piłsudski gelangten zu der Auffassung, dass die oberschlesischen Paramilitärs unter eine stärkere Kontrolle gestellt, aber auch in ihrer Kampfkraft gestärkt werden mussten. Zwischen 1919 und Frühjahr 1920 kam es zu diversen Umorganisationen. Zunächst wurde die POW GŚl aufgelöst und mit der Polska Obrona Górnego Śląska ‚Polnische Verteidigung Oberschlesiens‘ für einige Monate eine Nachfolgeorganisation gegründet, die jedoch schon im Dezember 1919 wieder den ursprünglichen Namen erhielt. Bei der Umbildung wurden alle als unzuverlässig aufgefallenen Mitglieder ausgeschlossen. Weiterhin übernahmen nun Offiziere des polnischen Militärs die wichtigsten Befehlsstellen, und das bislang im Teschener Schlesien gelegene Hauptquartier wurde nach Sosnowiec, unmittelbar an die oberschlesische Grenze, verlegt. Das Oberkommando der POW GŚl wurde schließlich bis zum Sommer 1920 in die Abteilung II des Polnischen Plebiszitkommissariats eingegliedert. Es unterstand nun den Anweisungen des Plebiszitkommissars Korfanty, faktisch waren aber nahezu alle befehlshabenden Offiziere Piłsudski-Anhänger. Die Eigenmächtigkeiten der lokalen oberschlesischen Kommandeure waren damit beendet, jedoch spitzte sich der politische Richtungsstreit zwischen Nationaldemokratie und dem Piłsudski-Lager noch weiter zu.

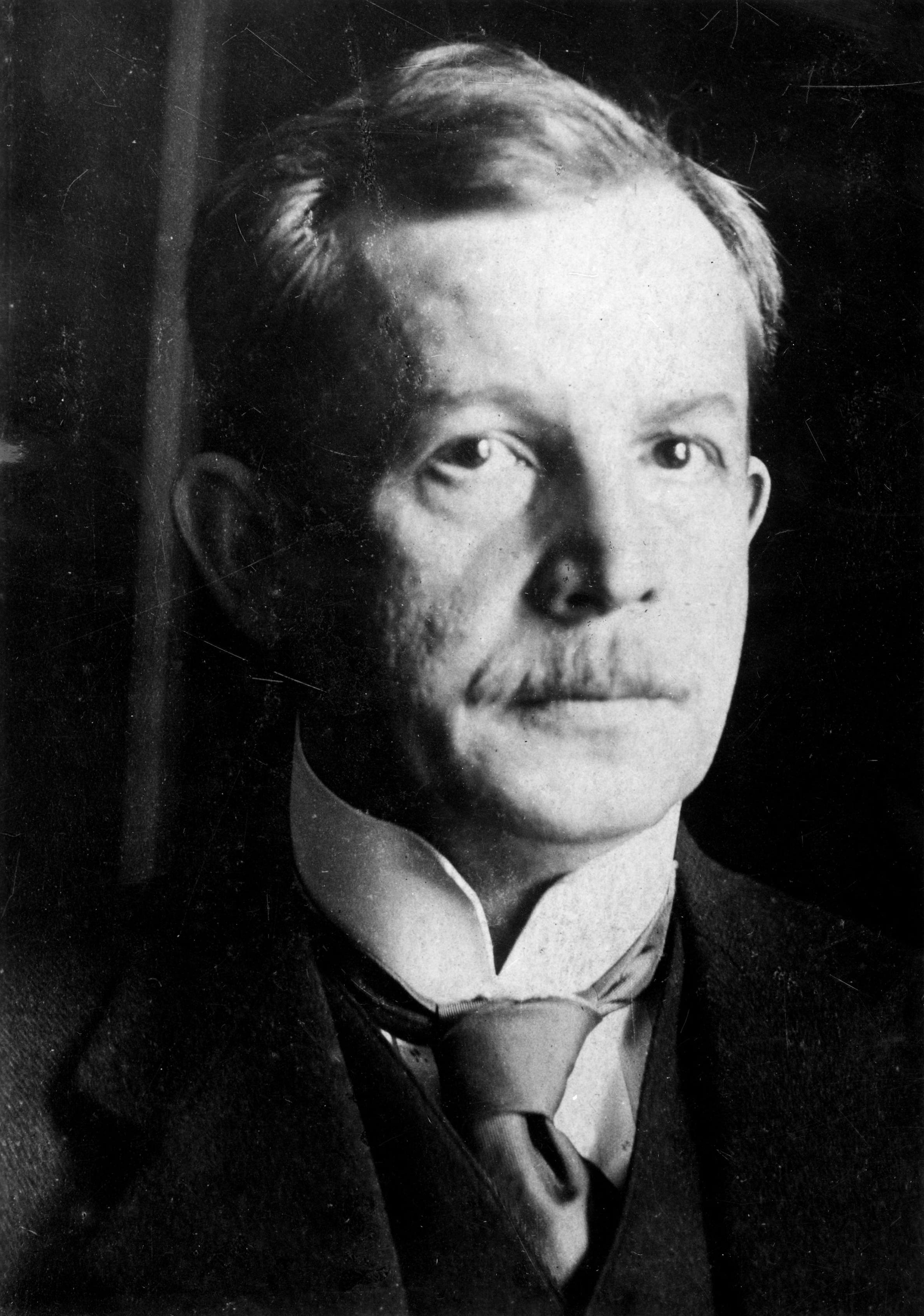
Wojciech Korfanty, der polnische Plebiszitkommissar und politische Leiter für die Angliederung Oberschlesiens.
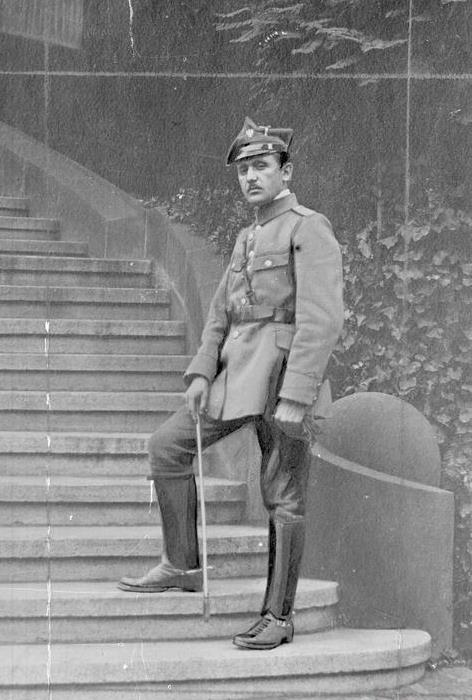
Alfons Zgrzebniok, der militärische Leiter des POW GŚl in den Jahren 1919 bis Sommer 1921.
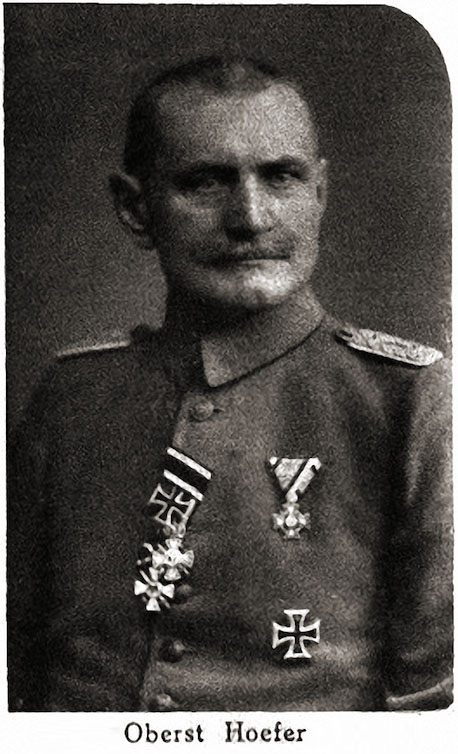
Oberst Karl Höfer, der Befehlshaber der deutschen Truppen in Oberschlesien bis Anfang 1920.
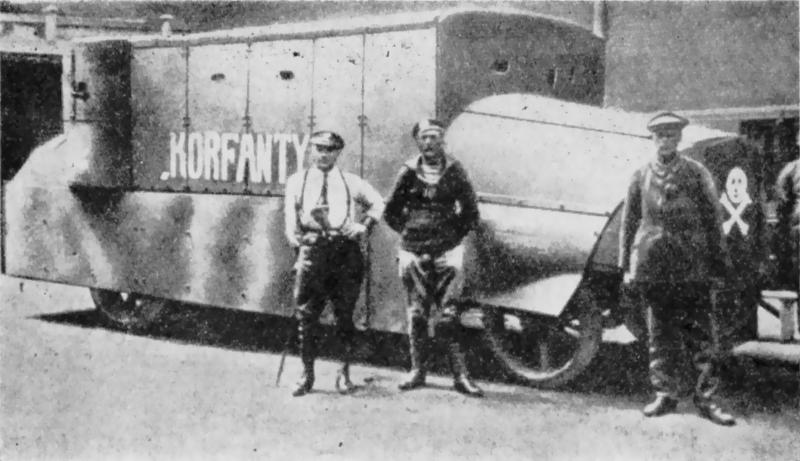
Einer der beiden von polnischen Arbeitern in Oberschlesien für die POW GŚl heimlich gebauten gepanzerten Wägen.
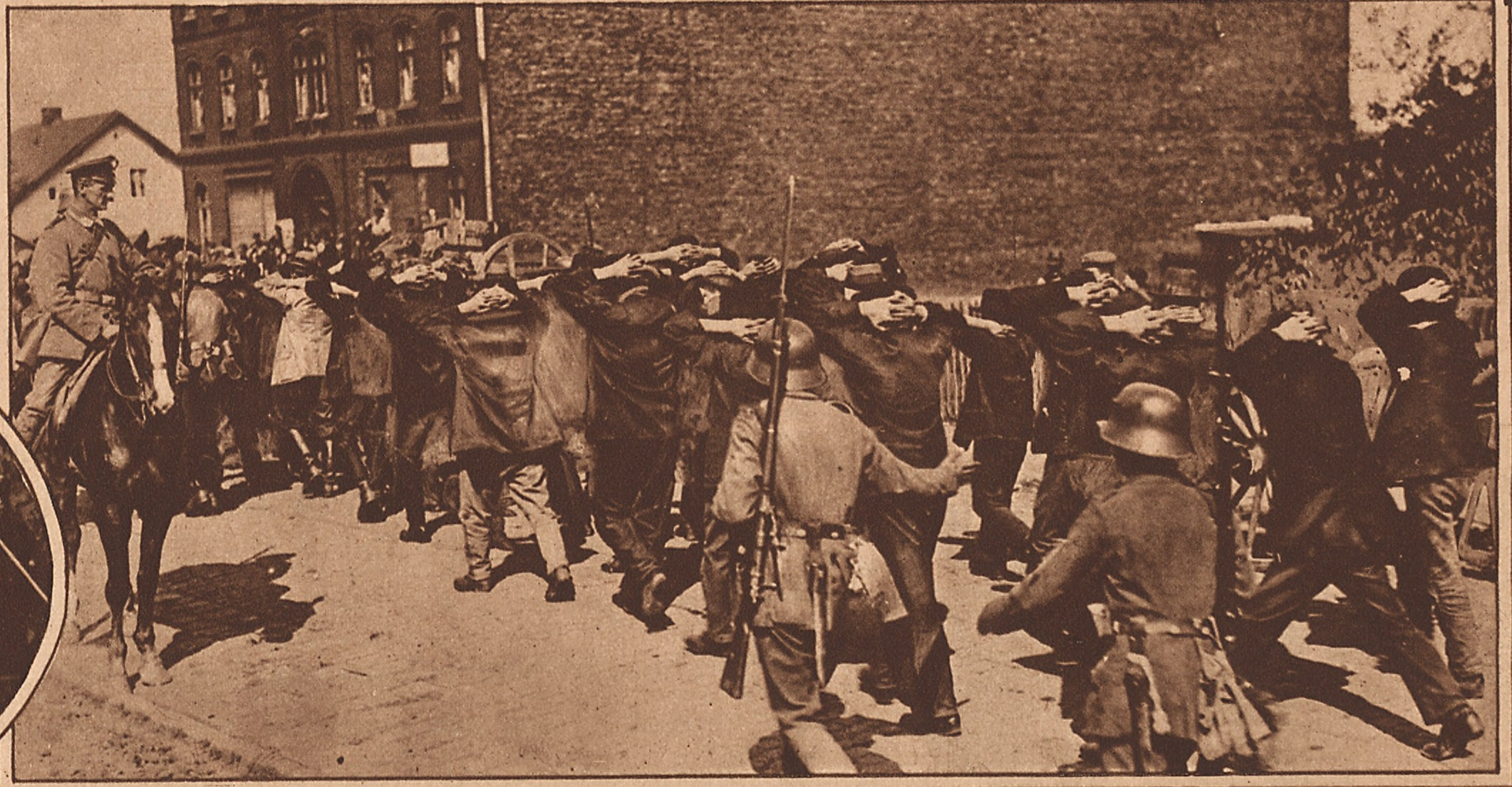
Ein Pressefoto der New York Times zeigt deutsche Soldaten, die Gefangene wegbringen (1919).

## Zweiter Aufstand (August 1920)

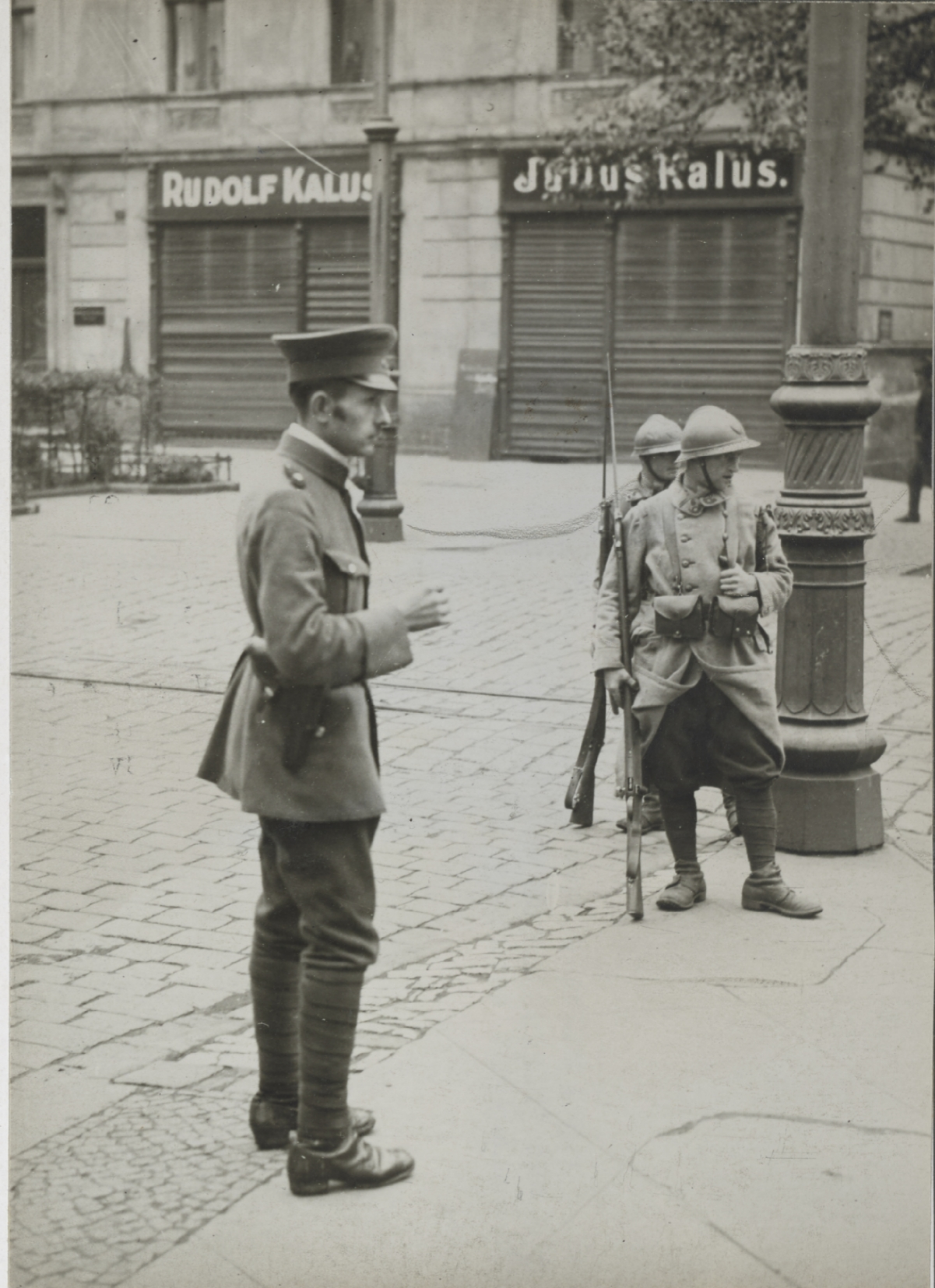
Französische Soldaten und ein deutscher Polizist bewachen die Straße nach Bogutschütz (1920?).

Der sogenannte Zweite Schlesische Aufstand dauerte nur wenige Tage, vom 19.–25. August 1920. Er stand im engen Zusammenhang mit der laufenden Plebiszitkampagne. Im Februar 1920 hatte die Interalliierte Regierungs- und Plebiszitskommission die Kontrolle über das oberschlesische Abstimmungsgebiet übernommen. Laut Versailler Vertrag mussten sich die deutschen Behörden daraus für die Zeit der Vorberereitung, Durchführung und bis zur abschließenden Vereinbarung des Grenzverlaufs zwischen dem Deutschen Reich und Polen zurückziehen. Sowohl die Reichswehr als auch die deutschen Freikorps zogen sich in das nahe niederschlesische Breslau zurück. Im Abstimmungsgebiet verblieb nur die etwa 4000 Mann starke deutsche Sicherheitspolizei, die nun dem Kommando der Interalliierten Kommission unterstand. Daneben verfügte die Kommission selbst über etwa 15.000 Soldaten (etwa 12.000 französische und etwa 3000 italienische). Die POW GŚl verfügte schätzungsweise über 8000 Kämpfer und weitere 20.000 Unterstützer. Damit hatte sie zwar zahlenmäßig noch nicht wieder ganz die Stärke vor dem ersten Schlesischen Aufstand erreicht, durch die Reformen in den Monaten zuvor und die systematische Unterstützung durch das reguläre polnische Militär war sie jedoch besser organisiert und ausgerüstet.
Mit der Übernahme der Kontrolle in Oberschlesien durch die Interalliierte Kommission begannen sowohl die polnische als auch die deutsche Seite ihre Plebiszitkampagnen. Mit zahlreichen politischen, wirtschaftlichen, propagandistischen und auch gewalttätigen Maßnahmen versuchten beide Seiten nun auf ihren Sieg im Plebiszit hinzuwirken. Auch innerhalb der Interalliierten Kommission waren der tatsächliche Abstimmungstermin und die Modalitäten der Abstimmung bis Ende 1920 Gegenstand heftiger Debatten. Insofern zielten die deutschen und polnischen Maßnahmen nicht ausschließlich nur auf die in Oberschlesien lebenden Abstimmungsberechtigten, sondern stets auch auf die Beeinflussung der Diskussionen innerhalb der Interalliierten Kommission. Weiterhin reagierten beide Seiten auf die maßgeblichen politischen Ereignisse in Polen und dem Deutschen Reich. Denn ungeachtet aller vermeintlich eindeutigen nationalen Identitäten waren viele Abstimmungsberechtigte nicht entschieden, welchem Staat sie den Vorzug geben würden, und wogen die erwarteten Vor- und Nachteile gegeneinander ab.
Die polnische Seite startete mit einer erheblich besser organisierten Plebiszitkampagne in den Abstimmungskampf. Gleichwohl gab es große Befürchtungen, dass die ganz überwiegend von Deutschen betriebenen Verwaltungseinrichtungen in oberschlesischen Abstimmungsgebiet, auch wenn sie nun formal unter der Kontrolle der Interalliierten Kommission standen, sich im Abstimmungskampf nicht neutral verhalten würden. Auch die nahezu ausschließlich mit Deutschen besetzte Sicherheitspolizei stand – durchaus zurecht – im Verdacht, der Kollaboration mit den paramilitärischen Strukturen auf der deutschen Seite (beispielsweise mit der von Heinz Hauenstein geleiteten sogenannten „Organisation Heinz“). Zuletzt schienen die politischen Ereignisse in Polen und Deutschland für die polnische Seite ungünstig. Deutschland hatte im Frühjahr mit dem Kapp-Putsch und dem Ruhraufstand zwei heftige politische Erschütterungen erlebt, aber eben auch überstanden. Polen erlebte hingegen in dem von der Piłsudski-dominierten Regierung begonnenen Polnisch-Sowjetischen Krieg eine sehr schwierige Situation. Nachdem die erste polnische Offensive im Frühjahr ihre Ziele verfehlt hatte, setzte die Rote Armee ab Mai zum Gegenangriff an, der sie bis Sommer 1920 vor die polnische Hauptstadt Warschau führen sollte. Am 13. August 1920 schließlich begann die Schlacht bei Warschau, die offenkundig das Fortbestehen der Zweiten Polnischen Republik gefährdete.
In dieser Situation kam es in Oberschlesien am 17. August 1920 zu einer prodeutschen Demonstration, in deren Verlauf die Räume des polnischen Plebiszitkommissariats in Beuthen demoliert und polnische Geschäfte geplündert wurden. Kurz vor Ausbruch des zweiten Aufstandes wurde der prominente polnische Abgeordnete Józef Rymer von deutschen Kampftrupps krankenhausreif geschlagen. Zugleich eskalierten die innerpolnischen Auseinandersetzungen in Oberschlesien zwischen dem nationaldemokratischen polnischen Plebiszitkommissar Wojciech Korfanty, der sich für einen Anschluss Oberschlesiens an Polen durch einen Sieg im Plebiszit einsetzte, und den von Piłsudski-Anhängern kontrollierten POW GŚl.
Der Zweite Schlesische Aufstand brach in der Nacht vom 19. auf den 20. August 1920 aus. Es kam zu bürgerkriegsähnlichen Gewalttaten wie dem Niederbrennen des überwiegend von evangelischen Deutschen bewohnten Dorfes Anhalt, wobei Unbekannte 14 Gehöfte in Brand setzten. In Loslau wurde ein Deutscher getötet und ein weiterer verletzt. Bei der kleinen Ortschaft Josefstal wurden bei einem Überfall zehn Erntearbeiter getötet, darunter einige polnischsprachige aus Ostpreußen. Insgesamt forderte der Aufstand mindestens 35 Tote und mehrere hundert Verletzte. Der zweite Aufstand war damit weniger ein breites Aufeinandertreffen der militanten Organisationen beider Seiten, sondern eher von Angriffen auf Zivilpersonen und punktuellen Kämpfen geprägt.
Bereits kurz nach Ausbrechen der Gewalt bemühten sich der deutsche Plebiszitkommissar Kurt Urbanek, der polnische Plebiszitkommissar Wojciech Korfanty und die Interalliierte Kommission um eine Beilegung der Gewalttätigkeiten. Bereits am 25. August und noch bevor die Kämpfe breit eskalieren konnten, wurde eine Übereinkunft erzielt. Diese sah sowohl die Auflösung der POW GŚl als auch der Sicherheitspolizei vor. Letztere wurde durch die eine sogenannten Abstimmungspolizei ersetzt, die zu gleichen Teilen von Deutschen und Polen besetzt war. Wobei davon auszugehen ist, dass beide Seiten anschließend Personen in diese neue Polizeitruppe entsandten, die in ihre jeweiligen konspirativen paramilitärischen Strukturen eingebunden waren. Der POW GŚl wurde nicht wirklich aufgelöst. Er erlebte weitere Umstrukturierungen, Nachfolgestruktur, zunächst als Centrala Wychowania Fizycznego ‚Zentrale für Leibesübungen‘, dann ab dem 19. Dezember 1920 als Dowództwo Obrony Plebiscytu ‚Plebiszit-Verteidigungskommando‘ (DOP). Dabei wurde die Organisation weiter professionalisiert und noch näher an die offiziellen militärischen Strukturen der Republik Polen angebunden.

## Dritter Aufstand (Mai–Juli 1921)

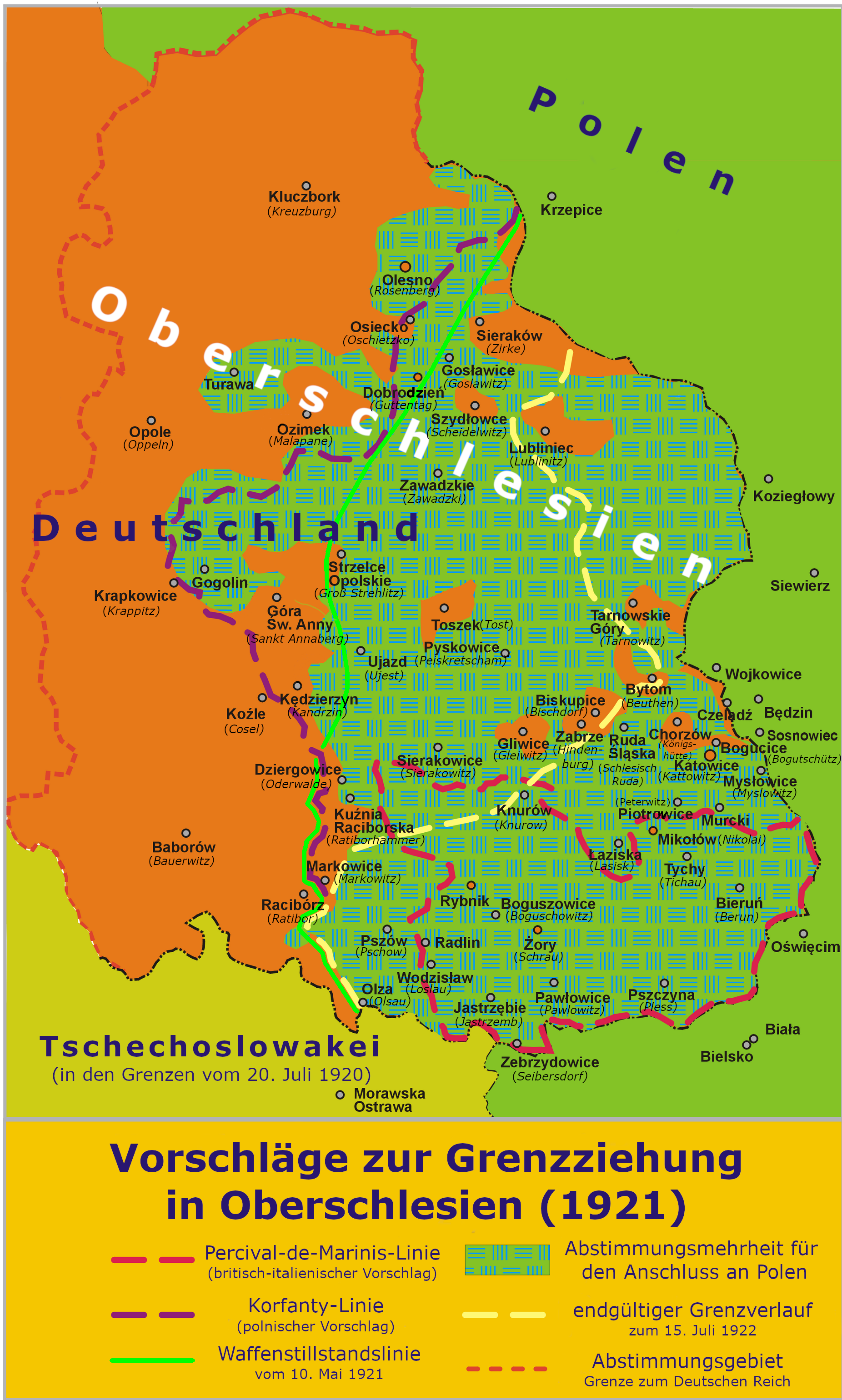
Übersicht der Teilungspläne für Oberschlesien nach dem Plebiszit 1921.

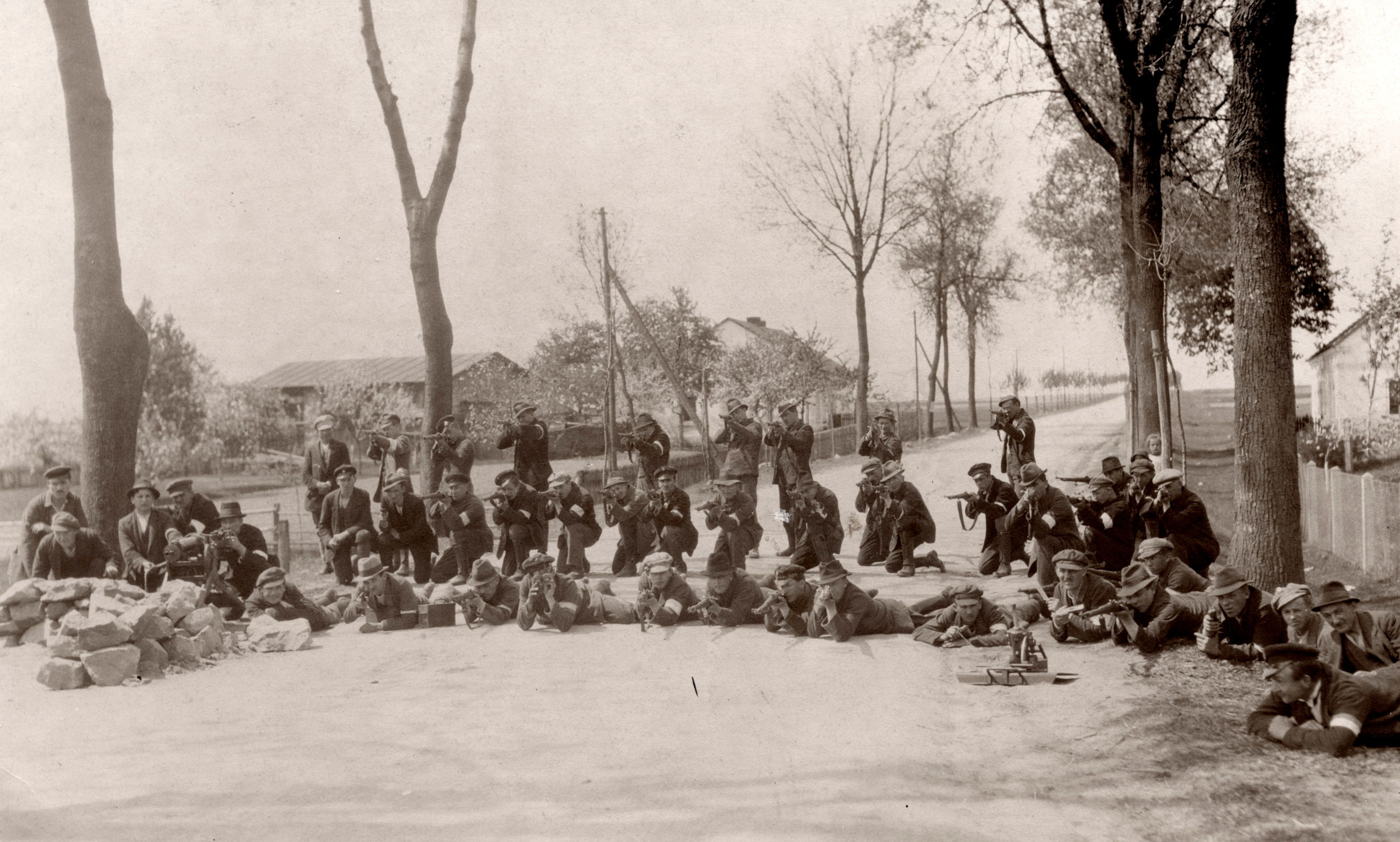
Polnische Aufständische bewachen eine Landstraße (1921).

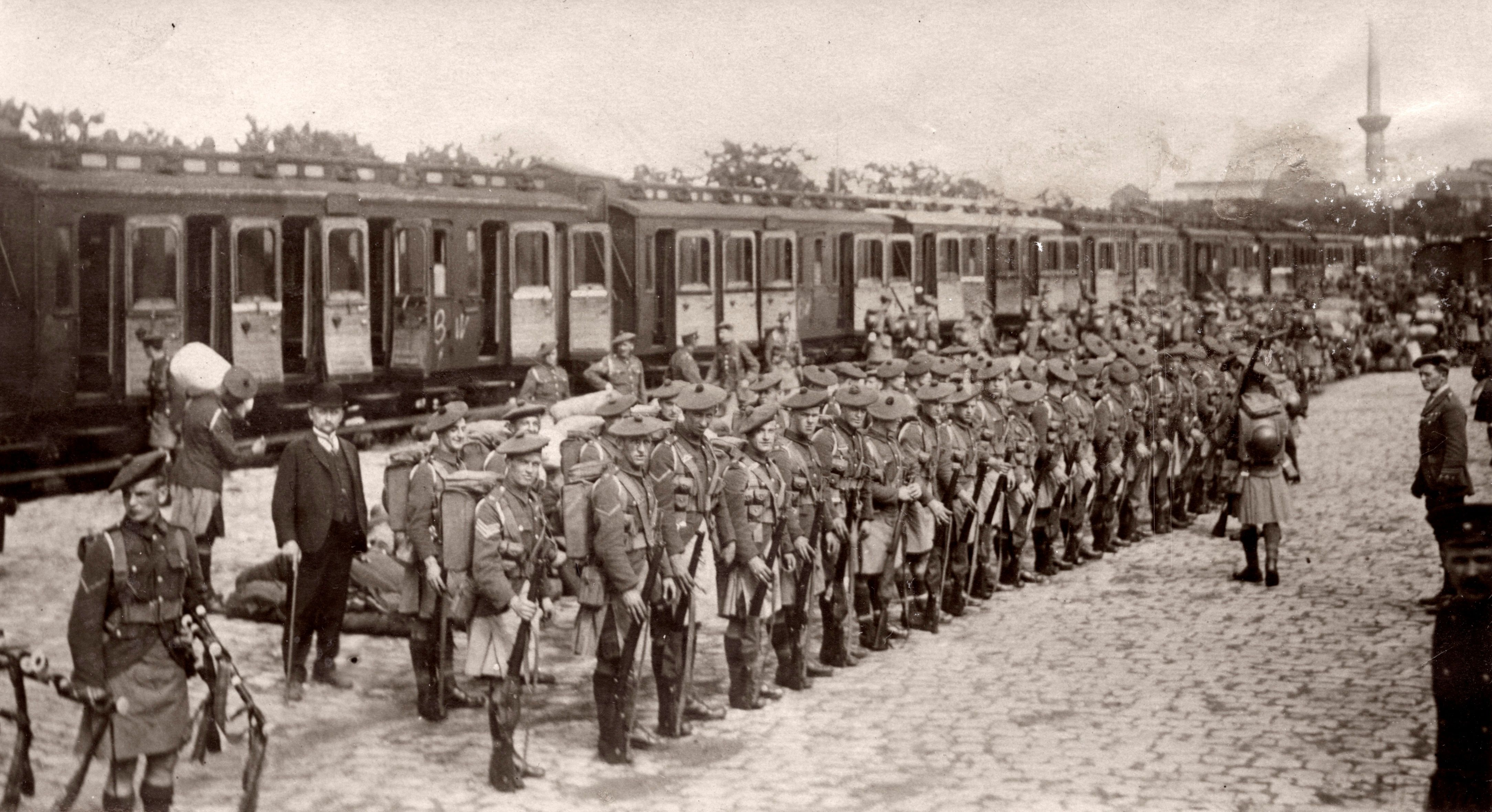
Britische Truppen treffen ab Juli 1921 in Oberschlesien ein, um den vereinbarten Waffenstillstand abzusichern.

Der Dritte Schlesische Aufstand dauerte vom 3. Mai bis 5. Juli 1921, er war die längste und intensivste militärische Auseinandersetzung während der Zeit der Plebiszits in Oberschlesien. Der Aufstand wurde als Reaktion auf die Ergebnisse der Volksabstimmung und die sich daraus ergebenden möglichen Teilungspläne für Oberschlesien begonnen. Mit ihm sollte auf militärische Weise eine faktische polnische Kontrollzone geschaffen werden, die – so die Hoffnung der polnischen Seite – in den politischen Debatten dann nicht mehr ohne Weiteres übergangen werden konnte.
Bereits die Plebiszitkampagnen beider Seiten waren von fortlaufender Gewalt und politischem Terror begleitet. Auf deutscher Seite verübte die Spezialpolizei des Oberschlesischen Selbstschutz laut Aussage ihres Leiters Heinz Hauenstein etwa 200 politische Morde im Auftrag staatlicher deutscher Stellen. Auch die polnische Seite schreckte vor Morden nicht zurück, wobei die Anzahl nicht bekannt ist. Besondere Aufmerksamkeit erlangte die Ermordung des Theofil Kupka durch einen polnischen Schlägertrupp am 20. November 1920. Dieser hatte zunächst für das polnische Plebiszitkommissariat gearbeitet, sich mit diesem jedoch überworfen und anschließend als Überläufer das deutsche Plebiszitkommissariat unterstützt. Beide Seiten nutzten Gewalt, die Androhung von Gewalt, Erpressung und Verleumdung in ihrem Einsatz für einen Sieg im Plebiszit.
Unmittelbar nach der Abstimmung eskalierte die Gewalt zunächst. In den Städten wurden Aktivisten für die polnische Sache zusammengeschlagen und verfolgt. In den ländlichen Gebieten sahen sich vor allem Deutschsprachige Repressionen ausgesetzt und es kam zu lokaler Vertreibung. In der ersten Woche nach dem Plebiszit flohen etwa 20.000 überwiegend Deutschsprachige aus Angst vor Repressionen in die Städte Oberschlesiens. Die Interalliierte Kommission reagierte schnell und entschlossen gegen diese Gewaltausbrüche und sowohl das deutsche als auch das polnische Plebiszitkommissariat verurteilten die Gewalt öffentlich scharf. Es handelte sich ziemlich sicher nicht um organisierte Maßnahmen, sondern eher um spontante Gewaltausbrüche, die der sehr angespannten Lage und einer weitverbreiteten Angst über die ungewisse weitere Entwicklung geschuldet waren. Die gewalttätigen Ereignisse zwischen dem 21. und dem 28. März 1921, die unmittelbar auf das Plebiszit des 20. März 1922 folgten, werden üblicherweise nicht dem Dritten Schlesischen Aufstand zugerechnet.
Das Plebiszit am 20. März 1921 brachte jedenfalls in der Oberschlesienfrage nicht die Klarheit, die sich alle Seiten davon versprochen hatten. Bei einer Stimmbeteiligung von 97,57 % sprachen sich auf das gesamte Abstimmungsgebiet gesehen 59,61 % der abgegebenen gültigen Stimmen für einen Verbleib bei Deutschland aus, 40,39 % hingegen für einen Anschluss an Polen. Allerdings war die Abstimmungs laut Versailler Vertrag ausdrücklich gemeindeweise auszuwerten und hier zeigten sich extreme Unterschiede in den Stimmergebnissen. So gab es einzelne Bezirke, die sich mit 100 % der Stimmen für eine Seite aussprachen, in zwei Bezirken kam es hingegen zu einer exakten Stimmengleichheit und nahezu jedes weitere Stimmenverhältnis ließ sich in einem Stimmbezirk finden. Ganz grob ergab sich ein Bild, bei dem der Osten des Stimmgebiets eher für Polen und der Westen eher für Deutschland gestimmt hatte. Zudem stimmten die Stadtbevölkerungen mehrheitlich für Deutschland, während die Landbevölkerung eher der polnische Seite zuneigten. Allerdings ließ sich aus den Ergebnissen kaum so etwas wie ein geschlossenes Gebiet formen, sodass jede Aufteilung entweder mit der unerwünschten Bildung von Exklaven einherginge oder mit der Zuschlagung von Gemeinden zu einer Seite, obwohl diese Gemeinden sich für die andere Seite ausgesprochen hatten.
Die Reichsregierung versuchte unmittelbar nach der Abstimmung mit Verweis auf die Stimmenmehrheit im Gesamtgebiet den Verbleib ganz Oberschlesiens an Deutschland zu erwirken. Diese Maximalforderung war jedoch von Beginn an aussichtslos und wurde vermutlich mehr mit Blick auf die innerdeutsche Debatte um Oberschlesien erhoben. Den Auftakt der Diskussion um die konkrete Aufteilung Oberschlesiens nach dem Plebiszit machte dann die polnische Seite mit dem im März 1921 von Wojcech Korfanty vorgebrachten Vorschlag (der sogenannte Korfanty-Linie). Dieser wurde vom französischen Vorsitzenden der Interalliierten Plebiszitskommission, Henri Le Rond, weitgehend unverändert aufgegriffen und als sogenannte Le-Rond-Linie dann in der Kommission offiziell diskutiert. Der britische und der italienische Kommissar, Harold Percival und Alberto De Marinis, unterbreiteten im April einen Gegenvorschlag, die sogenannte Percival-de-Marinis-Linie. Die Interalliierte Kommission vor Ort war in einem politischen Patt gefangen, in dem keine Seite nachgeben wollte. Ende April 1920 wurden beide Vorschläge an die Pariser Botschafterkonferenz zur weiteren Behandlung übermittelt. In dieser Situation setzte sich auf der polnischen Seite die Auffassung durch, dass durch eine bewaffnete Besetzung eines möglichst großen Teils Oberschlesiens, jedenfalls aber des östlichen Industriegebiets, Fakten geschaffen werden sollten.
Sowohl die Nationaldemokraten um Korfanty, als auch das Piłsudski-Lager waren sich diesmal in der Anwendung von Gewalt einig. Zunächst wurde der formale Oberbefehl für das Dowództwo Obrony Plebiscytu ‚Plebiszit-Verteidigungskommando‘ (DOP) am 26. April 1920 an Korfanty übertragen. Dies war aus politischen Gründen notwendig, denn wenn die DOP von einer dem polnischen Verteidigungsministerium unterstehenden Person geleitet worden wäre, wäre der bewaffnete Aufstand faktisch einer Kriegserklärung Polens an Deutschland gleichgekommen. Unter dem Oberbefehl des Plebiszitkommissars Korfanty jedoch, konnte der Aufstand als innere Angelegenheit Oberschlesiens behandelt werden. Von dieser Formalie abgesehen ist jedoch festzuhalten, dass die DOP faktisch ein irregulärer Bestandteil der militärischen Strukturen der Polnischen Republik war und von polnischen Offizieren geführt wurde. Ein Großteil der Kämpfer und der Unterstützer waren jedoch tatsächlich Oberschlesier. Den militärischen Oberbefehl übte der aus Posen stammende Maciej Mielżyński aus.
Der Dritte Aufstand begann einerseits mit einem Streik von Bergarbeitern und Besetzungen von Industrieanlagen in der Nacht zum 3. März 1920. Zugleich sprengte die Gruppe Wawelberg gezielt sieben strategisch wichtige Eisenbahn-Brücken, die Oberschlesien mit Deutschland verbanden. Zugleich wurden in dieser Nacht die von der DOP verdeckt aufgebauten militärischen Formationen aktiv. Das Ziel dieser ersten Maßnahmen war es, so schnell als möglich Siedlungen und Gebiete mit Bewaffneten zu besetzen, noch bevor die Gegenwehr der deutschen Seite einsetzen konnte. Die Reichsregierung, die keine regulären Truppen in den Konflikt entsenden konnte, ließ die um Breslau stationierten Freikorps unverzüglich in Richtung Oberschlesien in Marsch setzen. Tatsächlich verzögerten die gut koordinierten Maßnahmen der polnischen Seite jedoch ihr effektives Eingreifen. Dementsprechend konnte die deutsche Seite in den ersten Tagen nur auf die von ihr in Oberschlesien aufgebauten paramilitärischen Strukturen, wie beispielsweise den „Sportverein ‚Schwarzer Adler‘“ zurückgreifen. Diese waren jedoch nicht in dem Maße miteinander vernetzt, wie die polnischen Verbände, sodass sich die deutschen Kämpfer zu Beginn vor allem auf die Verteidigung ihres Heimatortes begrenzten. Erst im Verlauf des Mai gelang es der deutschen Seite mit dem Selbstschutz Oberschlesien die verschiedenen militanten deutschen Gruppen und Freikorps unter einem organisatorischen Dach zu vereinen.
Die Interalliierte Kommission reagierte gespalten auf den Ausbruch des Dritten Schlesischen Aufstands. Die französischen Truppen im Abstimmungsgebiet verhielten sich ausdrücklich passiv, womit die französische Regierung das Vorgehen der polnischen Seite indirekt unterstützte. Die italienischen Truppen beteiligten sich teilweise aktiv an der Verteidigung von Siedlungen gegen die Aufständischen und hatten dementsprechend etwa 20 Gefallene und schätzungsweise um die 40 Verwundete zu beklagen, wobei genauen Angaben nicht überliefert sind. Ein Versuch, die britischen Truppen aktiv gegen die Aufständischen ins Feld zu führen, wurde vom französischen Oberbefehlshaber der Truppen der Interalliierten Kommission, General Jules Gratier, unterbunden. Daneben erließ die Kommission einen öffentlichen Aufruf, der den Zustrom deutscher Kämpfer von außerhalb Oberschlesiens ausdrücklich verurteilte.
Zwölf Tage nach Ausbruch der Kämpfe bot Wojcech Korfanty offiziell an, die polnischen Truppen bis zu der von ihm festgelegten sogenannten Korfanty-Linie, also der polnischen Gebietsforderung in Oberschlesien, zurückzuziehen. Die intensiven Kämpfe dauerten jedoch zunächst weiter an und den deutschen Freikorps gelang es schrittweise Gebiete von den polnischen Aufständischen zurückzuerobern. Eine besondere propagandistische Bedeutung hatte dabei die Rückeroberung des St. Annaberg am 23. Mai 1921. Am 24. Mai 1921 ging die deutsche Reichsregierung grundsätzlich auf die Waffenstillstandsforderung der Interalliierten Kommission ein. Gleichwohl dauerten die gewalttätigen Auseinandersetzungen weitere Wochen, wenngleich in verminderter Intensität, an. Ab dem 1. Juli 1921 trafen größere britische Truppenkontingente im Abstimmungsgebiet ein, die nach und nach das Gebiet zwischen den deutschen Truppen und den sich auf die Korfanty-Linie zurückziehenden polnischen Truppen als Pufferzone besetzten. Die militärischen Auseinandersetzungen zwischen der polnischen und der deutschen Seite endeten schließlich wenige Tage später am 5. Juli 1921 mit dem offiziellen Inkrafttreten des Waffenstillstandsabkommens, womit der Dritte Schlesische Aufstand endete. Korfanty beugte sich diesem Druck, wollte den Aufstand nur als eine militärische Manifestation sehen und befahl die Beendigung der Kämpfe. Dafür wurde er von der militärischen Aufstandsführung, u. a. durch Oberst Mielżyński, scharf kritisiert.
Über die Zahl der Todesopfer gibt es unterschiedliche Schätzungen, oftmals wird von etwa 3000 Getöteten ausgegangen.

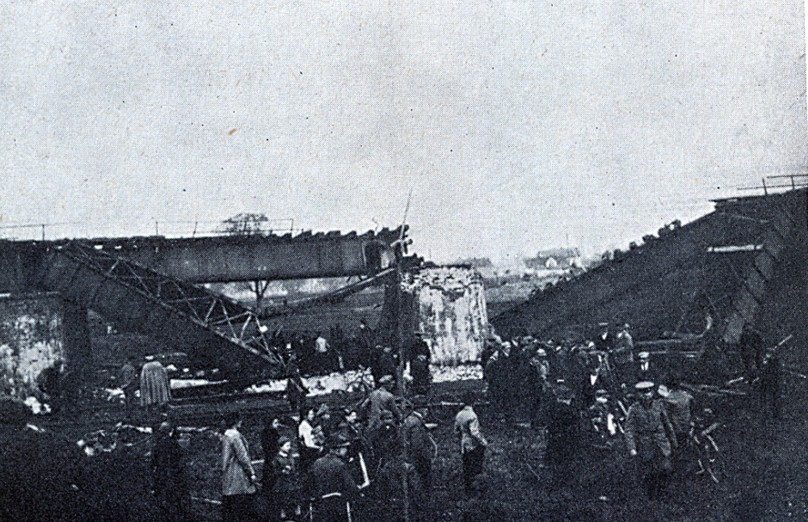
Von polnischen Aufständischen gesprengte Oder-Brücke in Szczepanowitz bei Oppeln (1921).
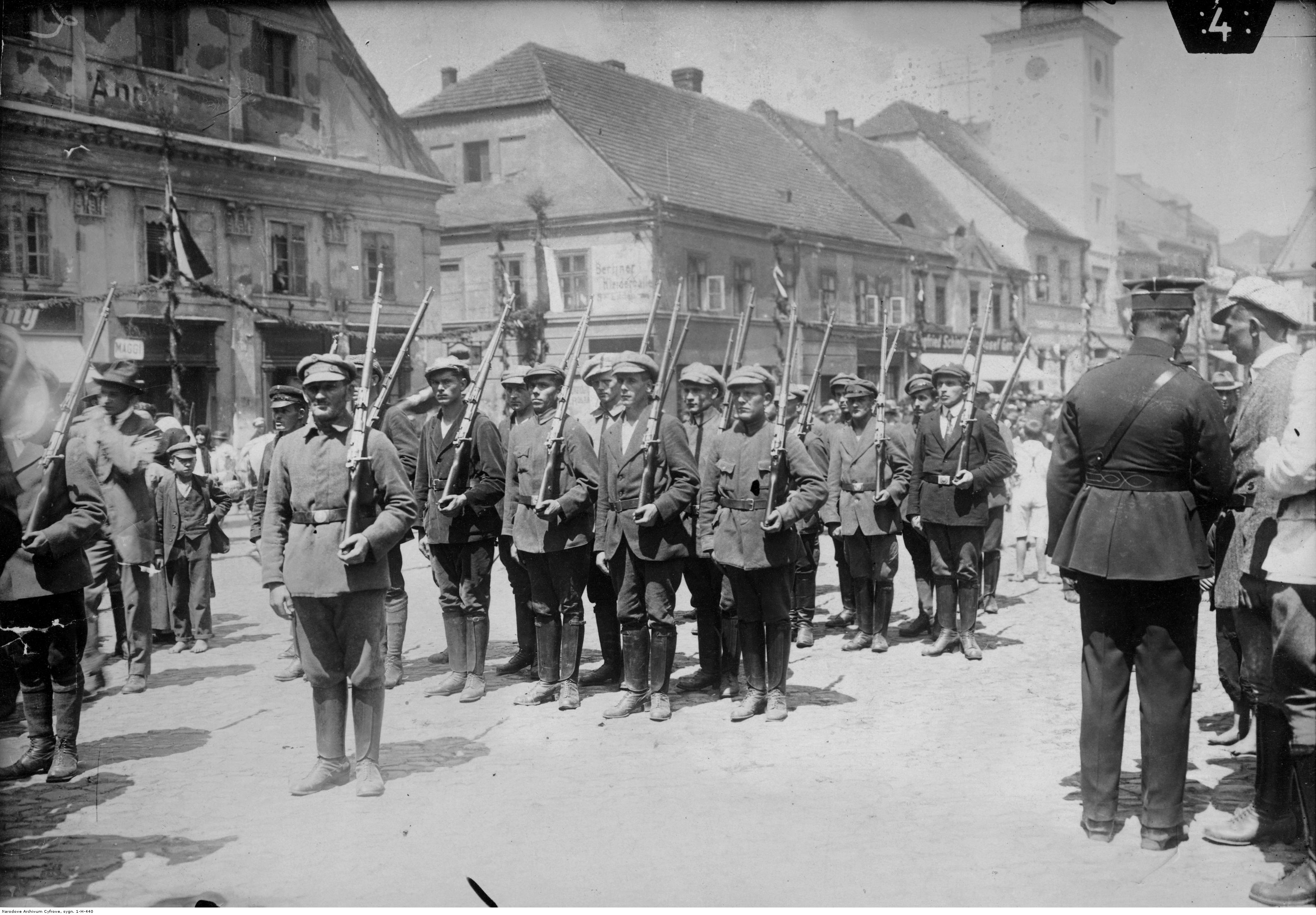
Aufständische in Rybnik (1921).
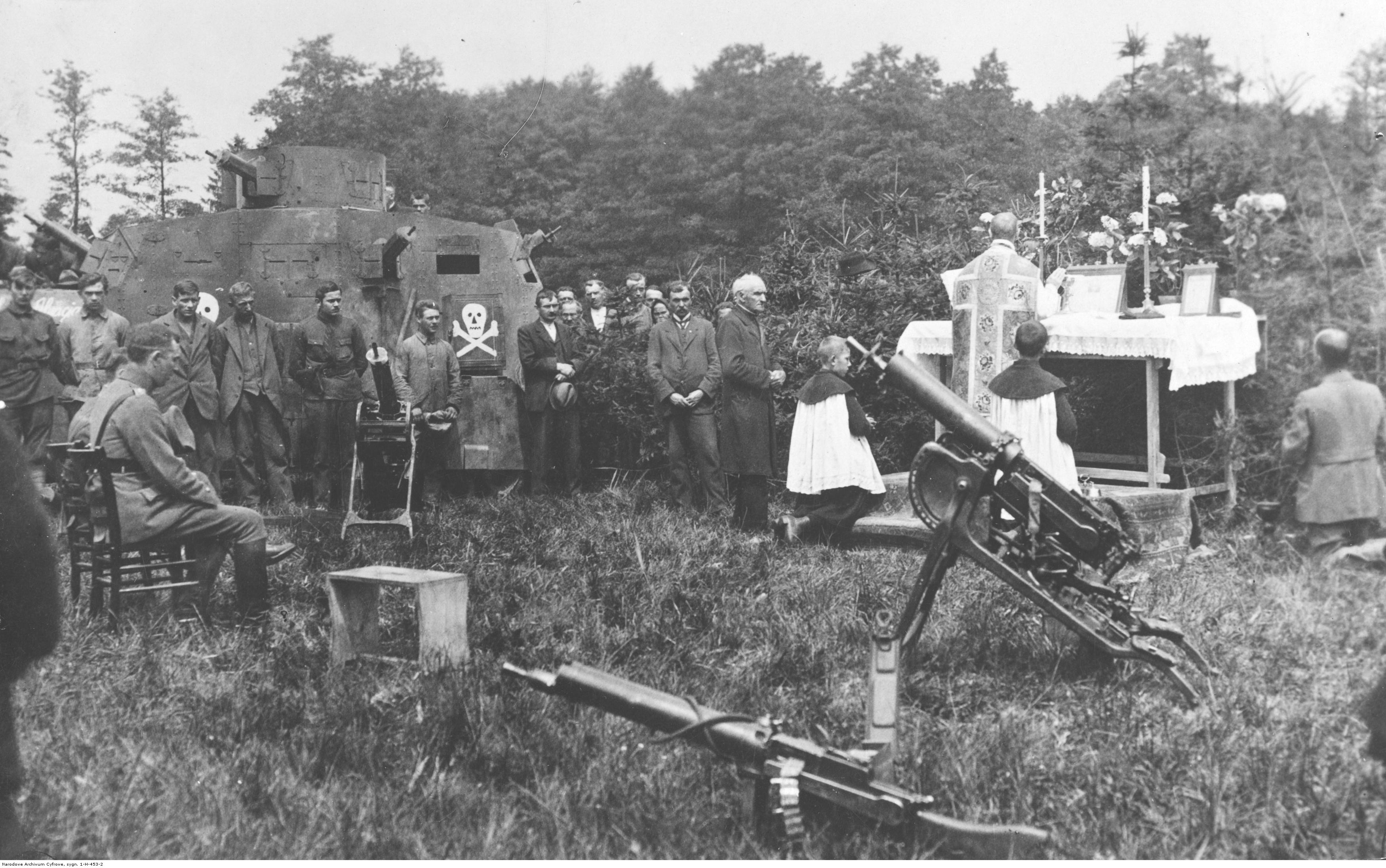
Soldaten der DOP nehmen an einer Feldmesse teil, im Hintergrund ein Panzerwagen (1921).
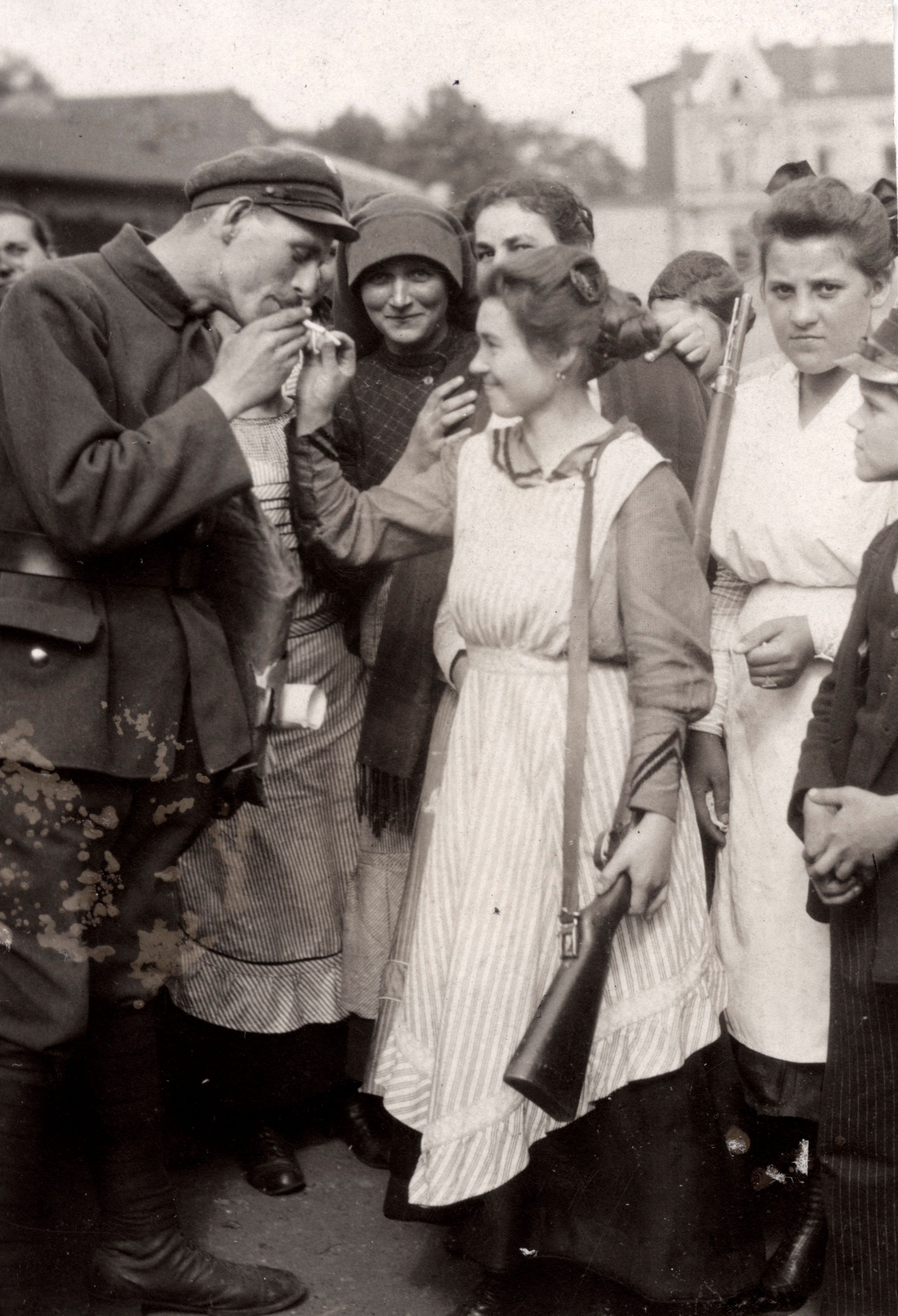
Polnischer Aufständischer wird von oberschlesischen Zivilisten begrüßt (1921).
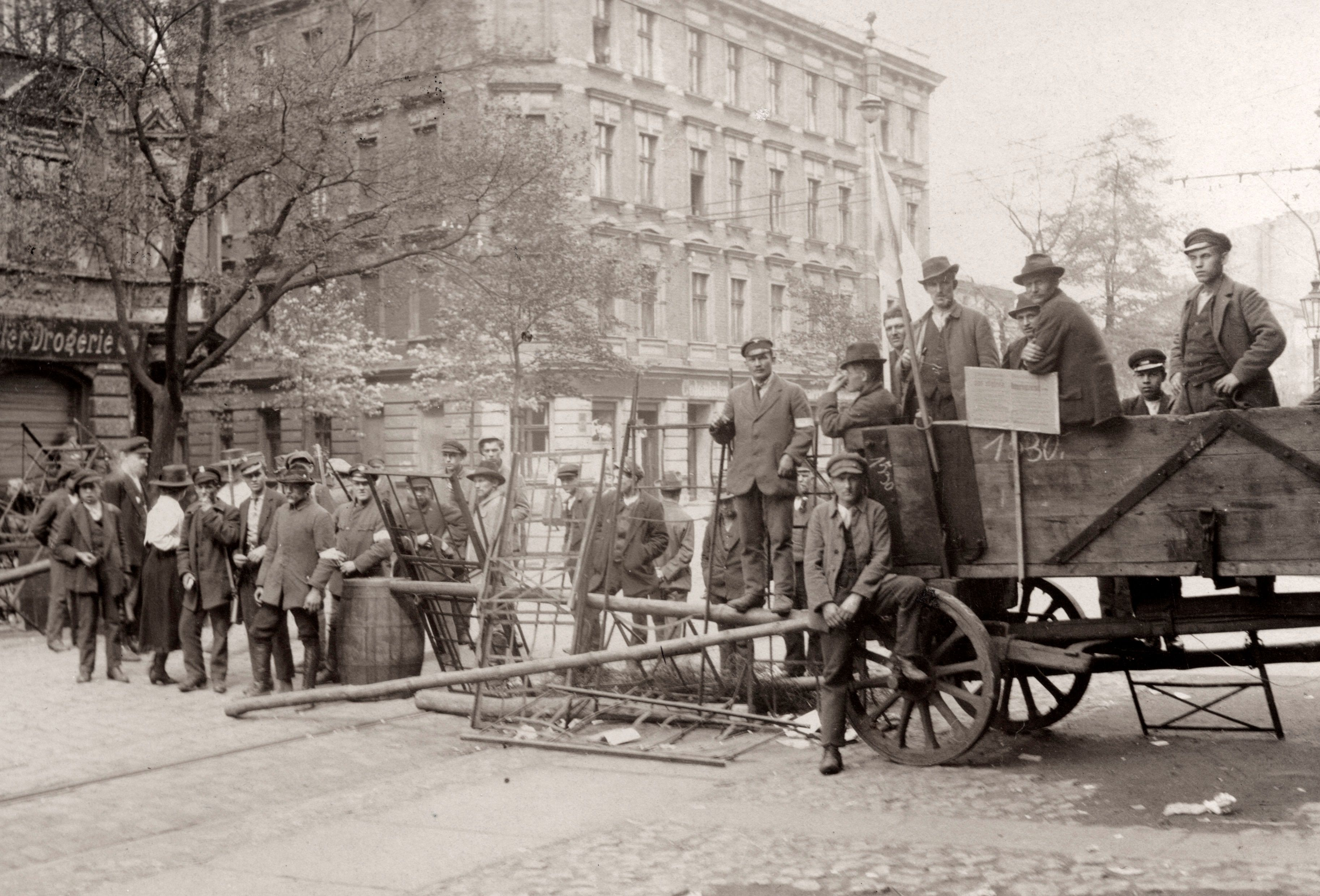
Aufständische errichten eine Barrikade in einer Stadt (1921).
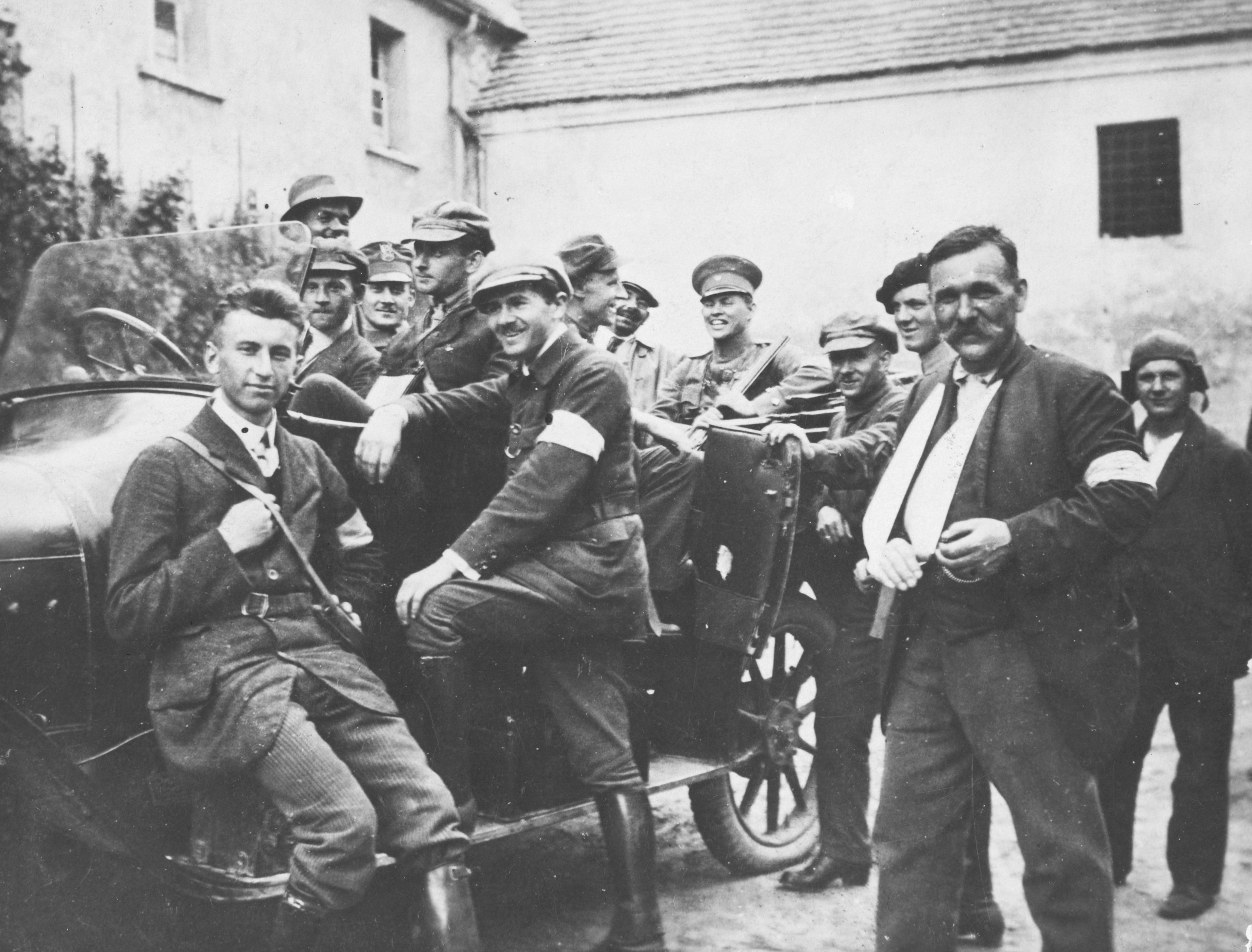
Der Stab der 1. Aufständischen-Division in Salesche (1921).

## Erinnerung an die Aufstände
Beim Gedenken an die Ereignisse zwischen 1919 und 1922 rund um das Plebiszit über die Zugehörigkeit Oberschlesiens, stand in Polen lange Zeit die Erinnerung an die Schlesischen Aufstände im Vordergrund. In den ersten Jahren war dies jedoch noch nicht so. Zunächst lag der Schwerpunkt des öffentlichen Erinnerns auf der Plebiszitkampagne und ihrer bedeutenden Protagonisten, wobei vor allem in Oberschlesien selbst und in vergleichbar kleinem Rahmen gedacht wurde. So sind Beschwerden von Veteranen der Aufstände dokumentiert, die sich über die Missachtung ihrer Leistungen im Kampf um Oberschlesien beschwerten. Ab 1926 änderte sich dies schrittweise, bis in den 1930er Jahren schließlich eine Lesart in Polen vorherrschte, die die Gewinnung von Ostoberschlesien vor allem den Aufständen zuschrieb, während die Plebiszitkampagne allenfalls eine untergeordnete Rolle gespielt habe. Der Grund für diese Verschiebung des Erinnerns, vom friedlichen hin zum militanten Teil des Abstimmungskampfes, ist im innerpolnischen Konflikt zwischen der Nationaldemokratie und dem Piłsudski-nahen Lager zu sehen. Die Gedenkfeier zum 10-jährigen Jubiläum im Jahr 1931, wurde bereits aufwändig inszeniert, schätzungsweise nahmen in Katowice etwa 60.000 Menschen teil. Nachdem Ende der 1920er Piłsudski zunehmend autoritär herrschte, in der Zeit der Sanacja, setzte sich diese Geschichtsdeutung durch.
Nach dem Ende des Zweiten Weltkriegs und der Gründung der Volksrepublik Polen wurde diese Perspektive im Wesentlichen beibehalten. Neu war allenfalls, dass anstatt der bekannten Führungsfiguren der POW GŚl beziehungsweise der DOP, von denen viele ausgewiesene Anti-Kommunisten gewesen waren, nun das polnische Volk als maßgeblicher Protagonist der Aufstände in den Vordergrund gerückt wurde. Hierzu passt auch die Beschreibung der Ereignisse als „Aufstände“, die angeblich den Willen der einfachen Oberschlesier widerspiegelten. Angesichts der stetig zunehmenden direkten Beteiligung der polnischen Regierung, die spätestens beim dritten Aufstand das polnische Handeln maßgebliche steuerte, wäre eine Bezeichnung als Krieg jedoch auch gerechtfertigt.
Auf deutscher Seite gab es zu Zeiten der Weimarer Republik kein größeres öffentliches Gedenken an die Aufstände in Oberschlesien. Dies hat nicht zuletzt damit zu tun, dass der Verlust eines Teils von Oberschlesiens in der deutschen Öffentlichkeit überwiegend als politische Niederlage für die demokratischen Reichsregierungen interpretiert wurde und maßgeblich den deutschen Revisionismus befeuerte. Eine ganze Reihe der in Oberschlesien aktiven Mitglieder der deutschen Freikorps gehörten später zu den Gründungsmitgliedern der SA und bekleideten wichtige Ämter im Nationalsozialismus. Nach der Machtergreifung der Nazis wurde in Oberschlesien aktiv eine deutsch-völkische Erinnerungskultur vorangetrieben (beispielsweise mit einem Denkmal-Ensemble am St. Annaberg), die die gewaltsamen Auseinandersetzungen und die Gefallenen in den Mittelpunkt rückte. Nach der Niederlage Polens im Zweiten Weltkrieg, wurde diese völkische Erinnerungspolitik auf gesamt Oberschlesien ausgeweitet und beispielsweise durch Umbenennungen von polnischen Ortsnamen ergänzt. Nach dem Ende des Zweiten Weltkriegs, der Angliederung Schlesiens an Polen und der Vertreibung der meisten Deutschen, wurde der überwiegende Teil deutscher Denkmäler zerstört. In der späteren bundesdeutschen Erinnerungskultur bezüglich Oberschlesiens nahm die Erinnerung an die Vertreibung nach 1945 bald einen beherrschenden Platz ein, sodass die Ereignisse von 1919–1922 in den Hintergrund rückten und zu einem kaum beachteten Nischenthema wurden.

### Denkmäler

#### Annaberg
Die im Mai 1921 ausgetragenen schweren Kämpfe um den symbolträchtigen Annaberg stechen bei der Rückschau auf die Schlesischen Aufstände besonders heraus. Das galt zunächst vor allem für die deutsche Seite, wobei vorrangig deutsch-nationale Kreise den Sturm auf den Annaberg überhöhten.
In der Zeit des Nationalsozialismus wurde zwischen 1934 und 1936 am Fuß des St. Annaberges nach Entwürfen von Böhmer & Petrich ein sogenannter „Thingplatz“ errichtet, die „Feierstätte der Schlesier“. Dieses Amphitheater, das erste seiner Art in Schlesien, verfügte über 7000 Sitz- und 20.000 Stehplätze. Zwischen 1936 und 1938 wurde als Ergänzungsbau auf dem Berg ein Mausoleum nach Entwürfen von Robert Tischler erbaut, das Ehrenmal Annaberg. Der aus gelb-bräunlichen Kalksteinen bestehende Zylinderbau in der Form eines ritterlichen Festungstempels war durch einen Rundgang begehbar. Im Westen führte eine Treppe zu einer in den Felsen gehauenen Totenhalle mit den Sarkophagen fünfzig in den Kämpfen von Oberschlesien für Deutschland Gefallenen. In der Mitte befand sich eine von Fritz Schmoll genannt Eisenwerth geschaffene Skulptur eines sterbenden Kriegers. Das Mausoleum galt als wirkungsvolle Umsetzung der Mythen des Nationalsozialismus. Das Denkmal war Ausdruck des völkisch-deutschen Sicht auf die Ereignisse in Oberschlesien während der Zeit der Plebiszits. Nach der Niederlage Deutschlands im Zweiten Weltkrieg und der Vertreibung der Deutschen aus Schlesien, wurde der Bau im Jahre 1945 gesprengt. Das Amphitheater zu Fuße des Berges blieb jedoch erhalten und wurde auch in der Volksrepublik Polen für öffentliche Veranstaltungen genutzt.
An derselben Stelle entstand bis 1955 das „Denkmal der aufständischen Tat“ nach dem Entwurf von Xawery Dunikowski zur Erinnerung an die Aufständischen. Vier rechteckige Pylonen umgeben ein in der Mitte flammendes ewiges Feuer. An den Wänden befinden sich jeweils stilisierte Reliefzeichnungen von Bergleuten, schlesischen Bauern, einer Schlesierin mit Kind, Alltags- und Arbeitsszenen aus der Gegenwart und der Kämpfe zwischen Polen und Deutschen seit dem Mittelalter. Bei der Feier zum 25. Jahrestag des dritten Aufstands wurden Urnen mit der Asche Gefallener aus dem Warschauer Aufstand überführt. Das Denkmal gilt nicht als Dunikowskis beste Arbeit, da der propagandistische Aspekt die Architektur dominiere. Heute steht das Denkmal in der Kritik, weil es die Geschichte Schlesiens vorwiegend im Kontext des polnischen Nationalismus interpretiert und damit die eigenständige kulturelle Identität Schlesiens ignoriere. So ist es in den vergangenen Jahren zunehmend zum Treffpunkt für polnische Rechtsextremisten geworden. Zugleich weist es Herrschaftssymbole des Kommunismus auf, die im Rahmen einer geplanten Sanierung entfernt werden sollen.

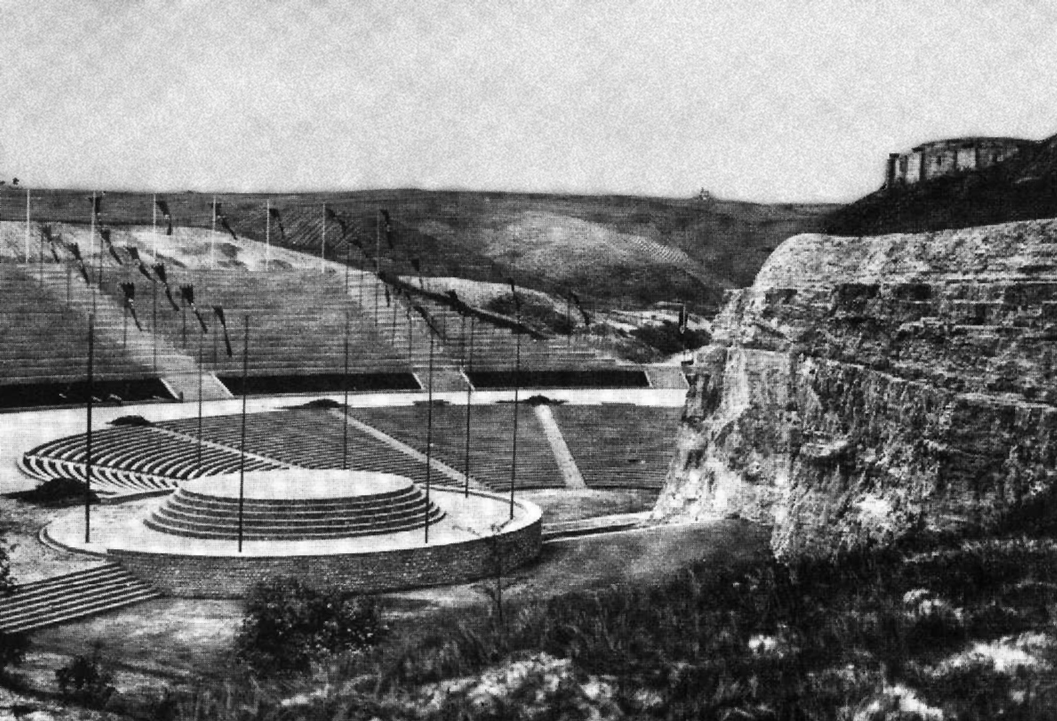
Postkarte aus den 1940er Jahren mit der Feierstätte der Schlesier, oben rechts das Ehrenmal Annaberg.
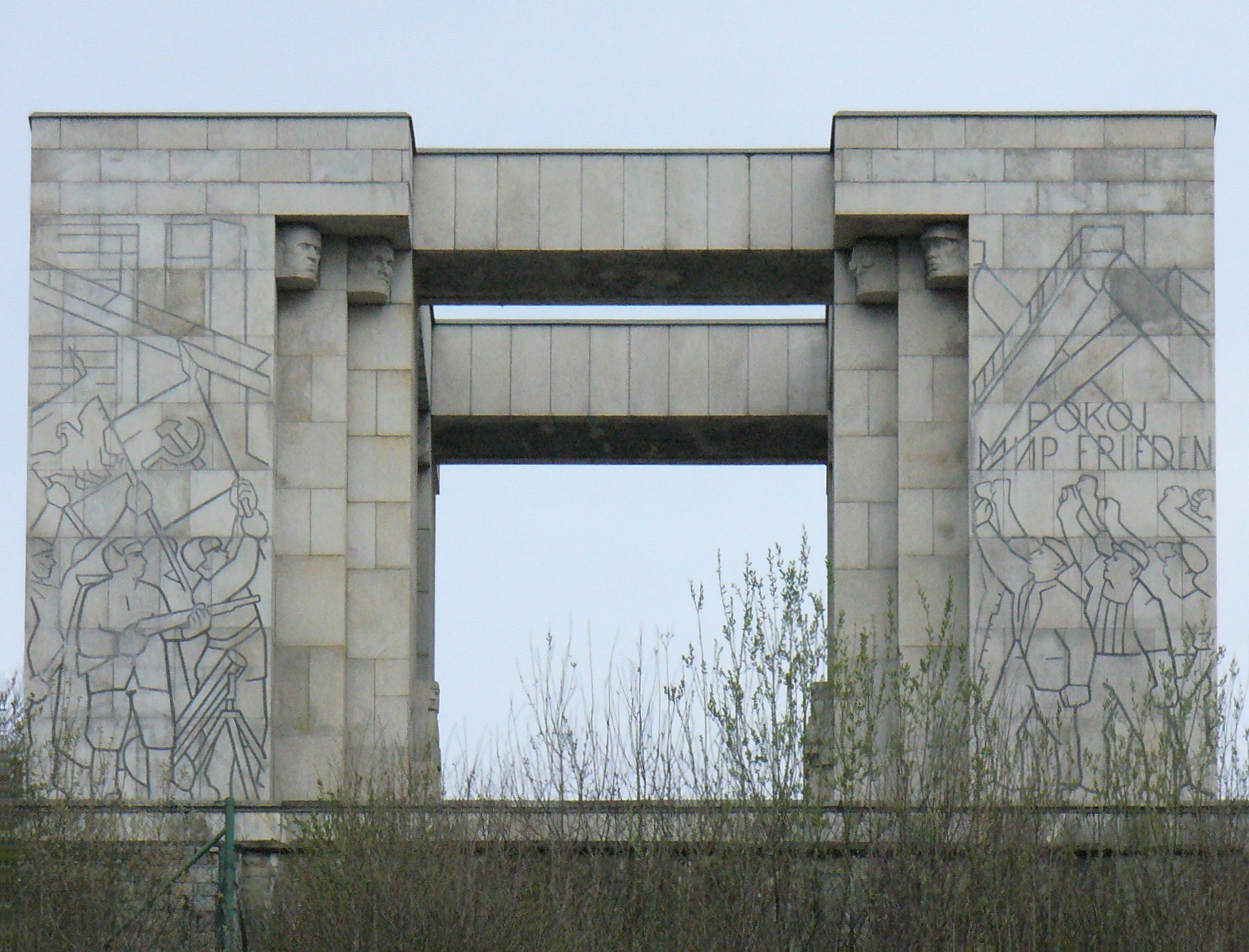
Das 1955 errichtete „Denkmal der aufständischen Tat“ am Annaberg (2007).
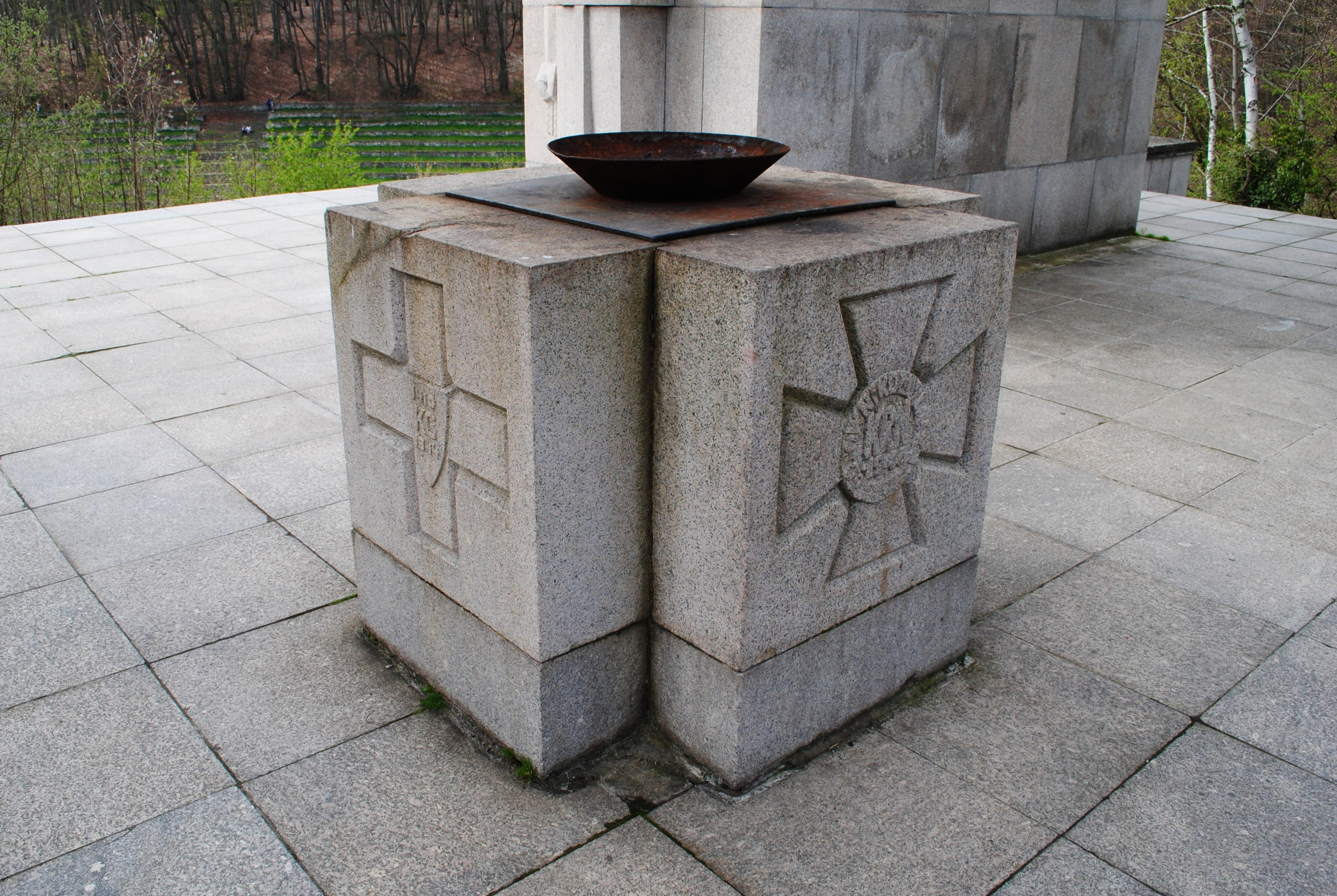
Ewiges Feuer im Zentrum des Denkmals (2023).
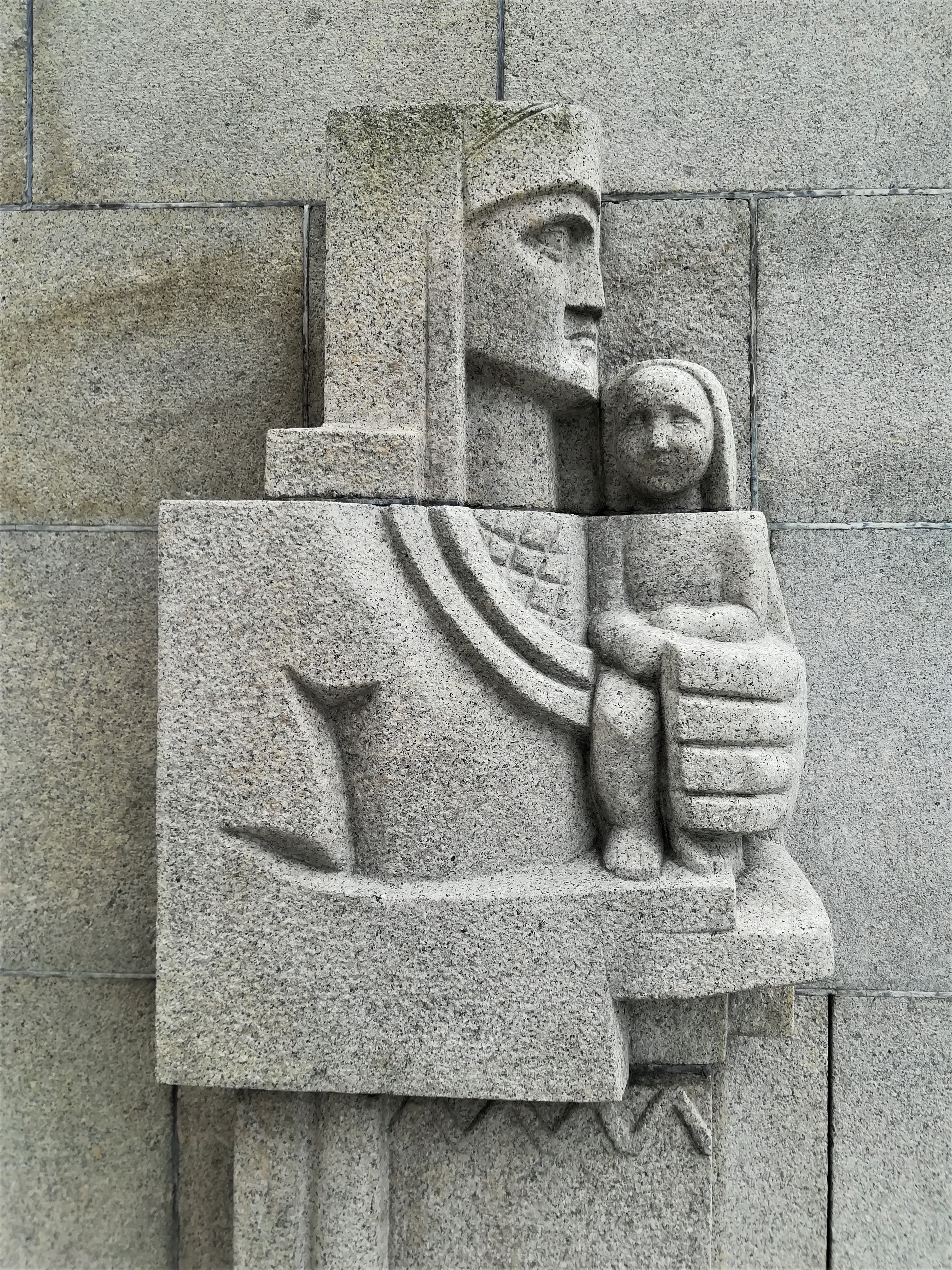
Granitskulptur „Schlesische Mutter“ an der Außenseite des Denkmals (2020).
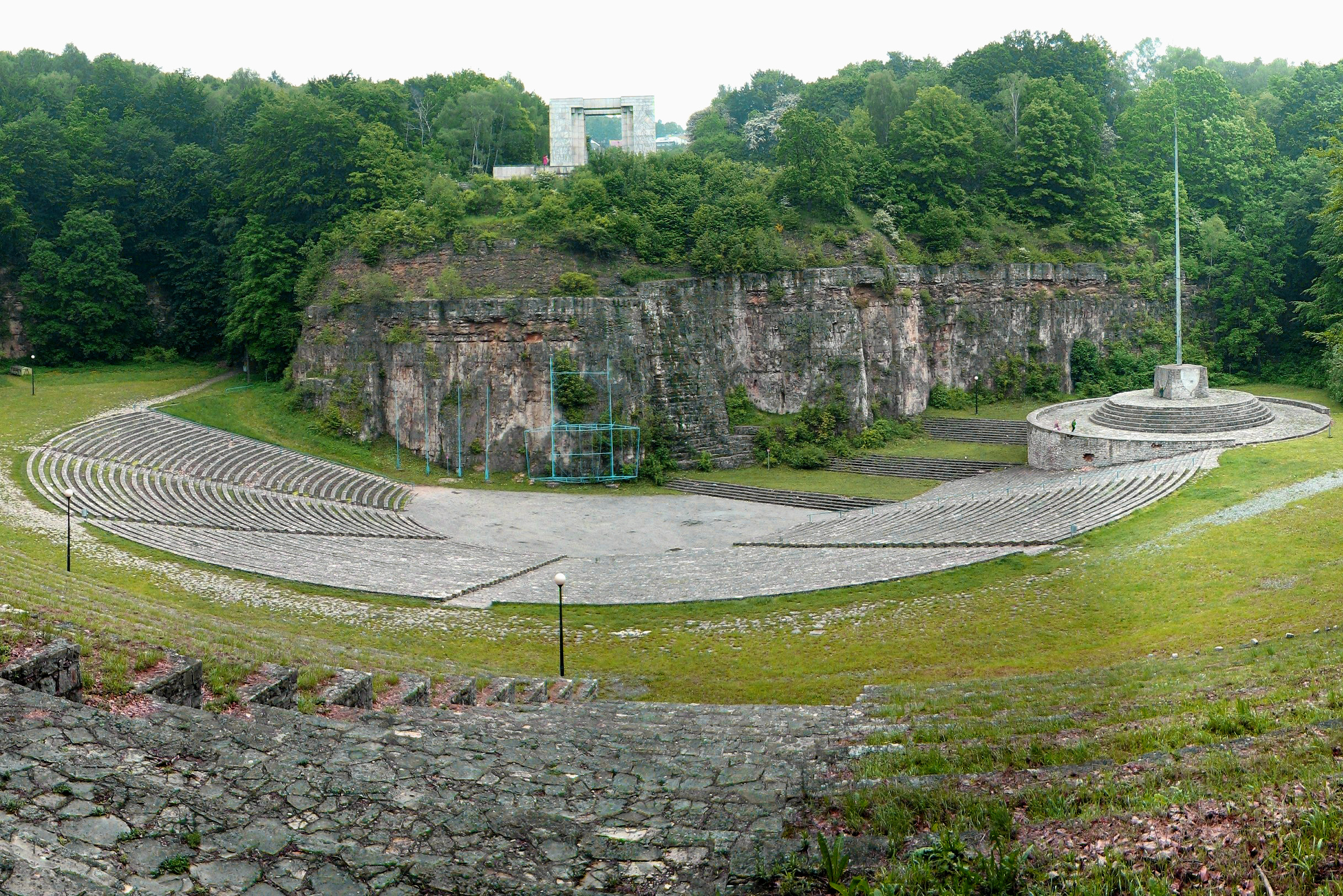
Das heutige Denkmalensemble mit deutschem Amphitheater und polnischem Denkmal (2008).

#### Weitere Denkmäler
In vielen oberschlesischen Orten finden sich Denkmäler, die an die Schlesischen Aufstände erinnern. Es handelt sich durchgängig um polnische Denkmäler, die ab 1922 errichtet wurden und zumeist aus einer nationalpolnischen Perspektive auf die Aufstände und die Ereignisse in der Zeit des Plebiszits blicken. Zu den bekannteren Denkmälern gehören:
- In Katowice:
  - Das Denkmal für die schlesischen Aufständischen (eingeweiht 1967), das zu den Wahrzeichen der Stadt gehört.
  - Ein nach 1945 rekonstruierter Obelisk im Katowicer Stadtteil Nikiszowiec, das Original von 1922 war von den Nationalsozialisten gesprengt worden.
  - Ein im Jahr 2002 rekonstruierter Obelisk mit den Namen 85 Gefallener Aufständischer im Stadtteil Kostuchna (auch hier war das Original von 1922 von den Nationalsozialisten zerstört worden).
  - Ein ursprünglich als Freiheitsdenkmal errichteter Gedenkstein im Katowicer Stadtteil Szopienice, er wurde von den Nationalsozialisten zerstört, nach dem Krieg wiederaufgebaut und 1985 mit einer Gedenktafel an die Aufstände ergänzt.
  - Ein im Jahr 1962 rekonstruiertes Denkmal bestehend aus einem Findling im Katowicer Stadtteil Stara Ligota. Das Original von 1922 war ursprünglich nur der Angliederung Oberschlesiens an Polen geweiht, wurde 1936 auf Betreiben ehemaliger Aufständischer jedoch umgewidmet. Die Nationalsozialisten zerstörten das Denkmal, jedoch gelang es Ortsansässigen zuvor den Findling heimlich in der Nachbarschaft zu vergraben und so vor der Vernichtung zu bewahren.
- Das 1968 errichtete Denkmal für die Freiheit in Bytom.
- Das Denkmal für die Aufständischen in Tychy, das an das Gefecht von Paprotzan im Jahr 1919 erinnert, dem ersten siegreichen Gefecht von Aufständischen.
- Der zwischen 1932 und 1937 errichtete Befreiungshügel in Piekarach Śląskich, der sowohl an die Anschluss Oberschlesiens als auch an den Marsch des polnischen Königs Johann III. Sobieski im Jahr 1683 zum Entsatz des von den Osmanen belagerten Wiens.
- Das Denkmal zur Erinnerung an die Veteranen in Lędziny.
- Das Denkmal für die Schlesischen Aufstände in Racibórz.
- Das Denkmal für die Schlesischen Aufstände in Radzionków.
- Das Denkmal für die Schlesischen Aufstände in Zdzieszowice.

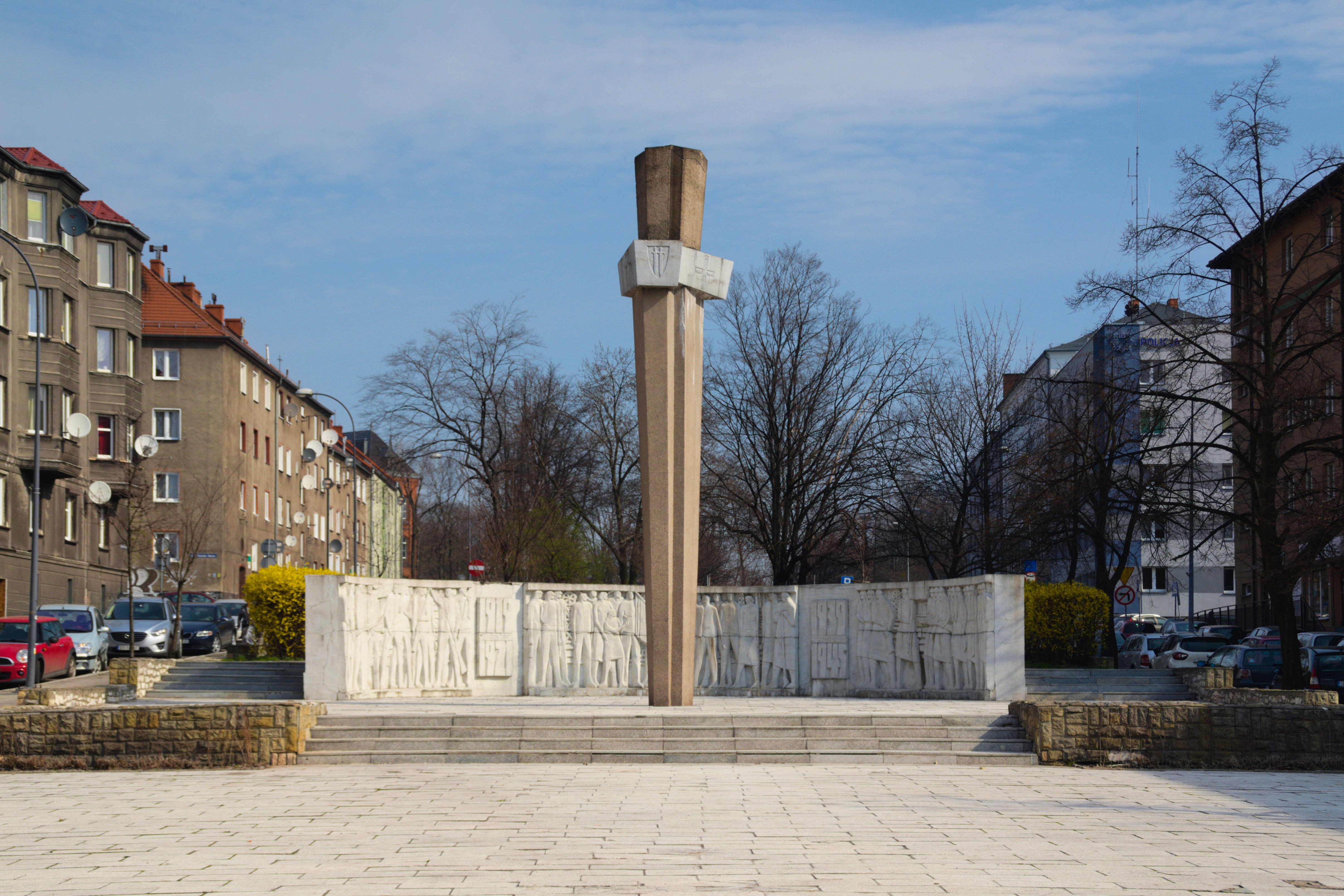
Das Denkmal für die Freiheit in Bytom (2019).
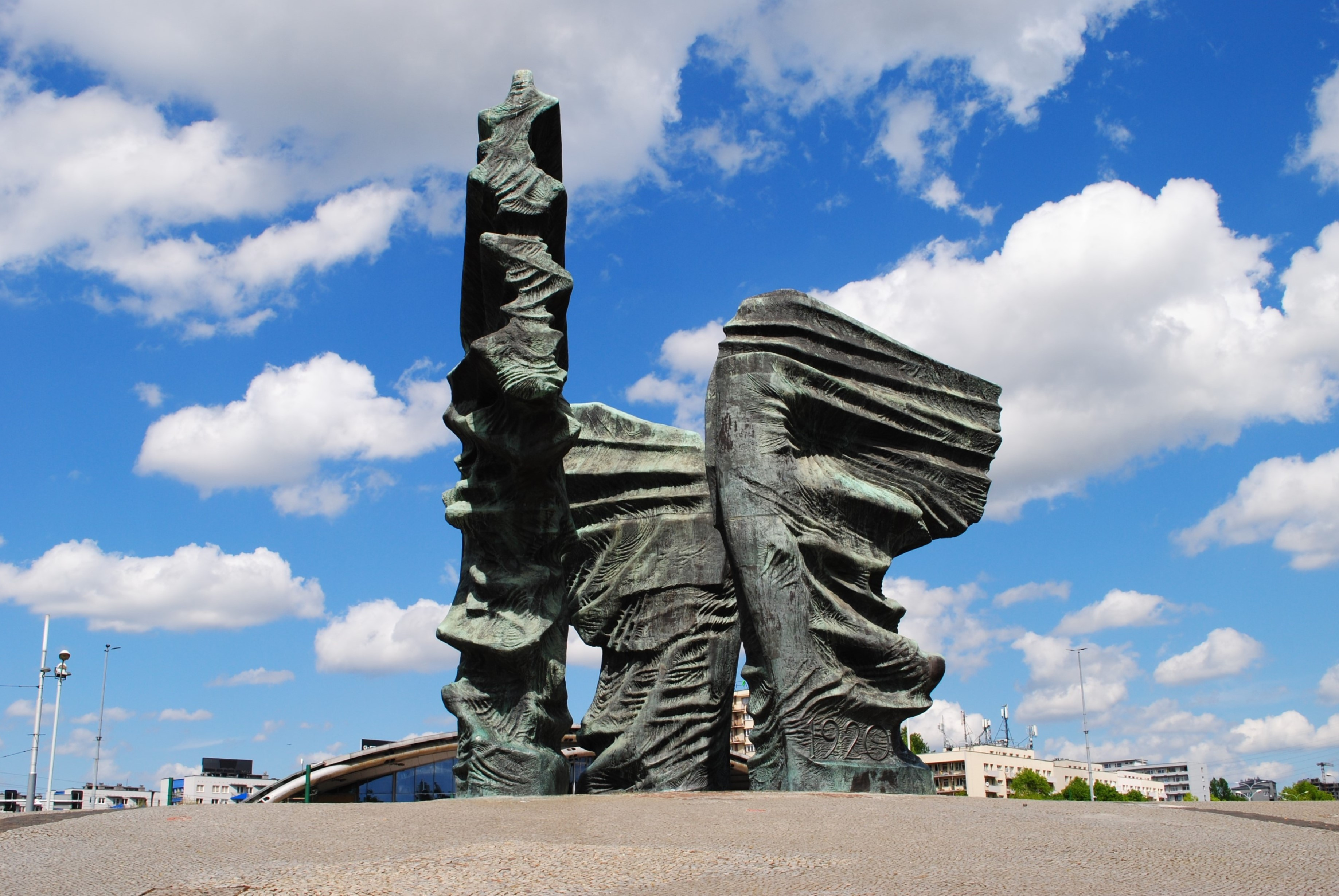
Das Denkmal für die schlesischen Aufständischen in Katowice (2024).
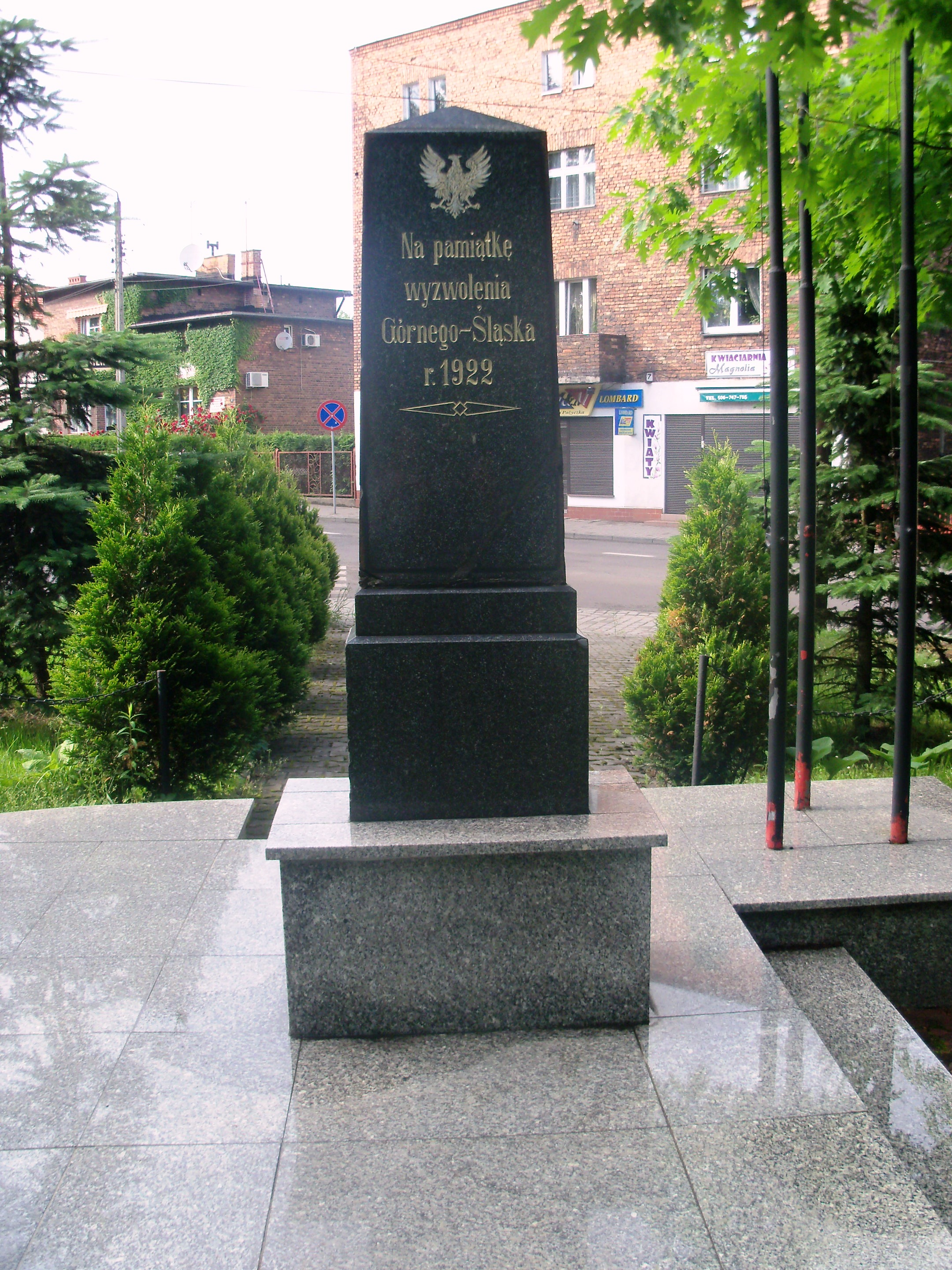
Denkmal für die Aufständischen im Stadtteil Nikiszowiec in Katowice (2011).
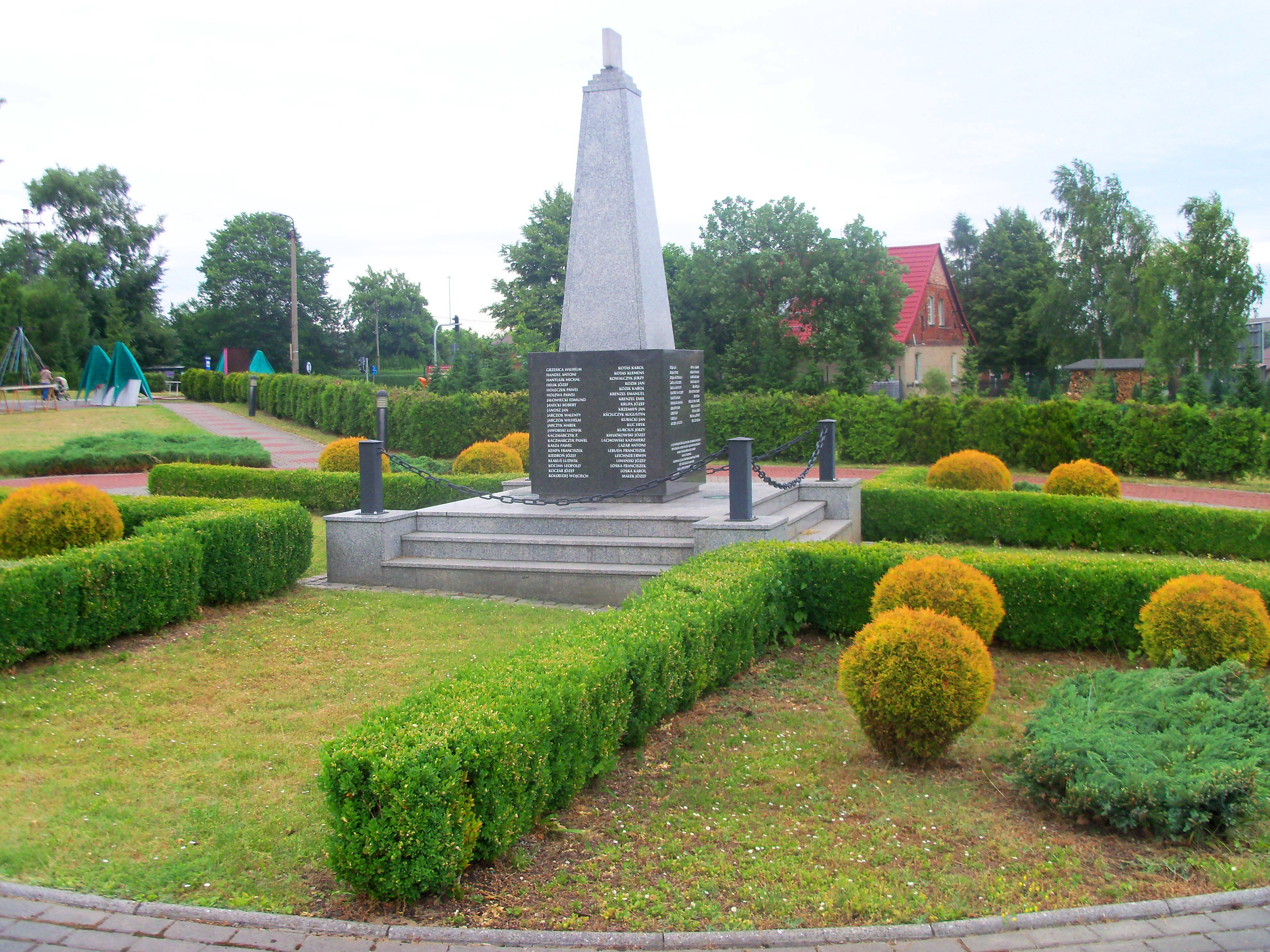
Denkmal für die 85 in den Aufständen Gefallenen aus Kostuchna (2011).
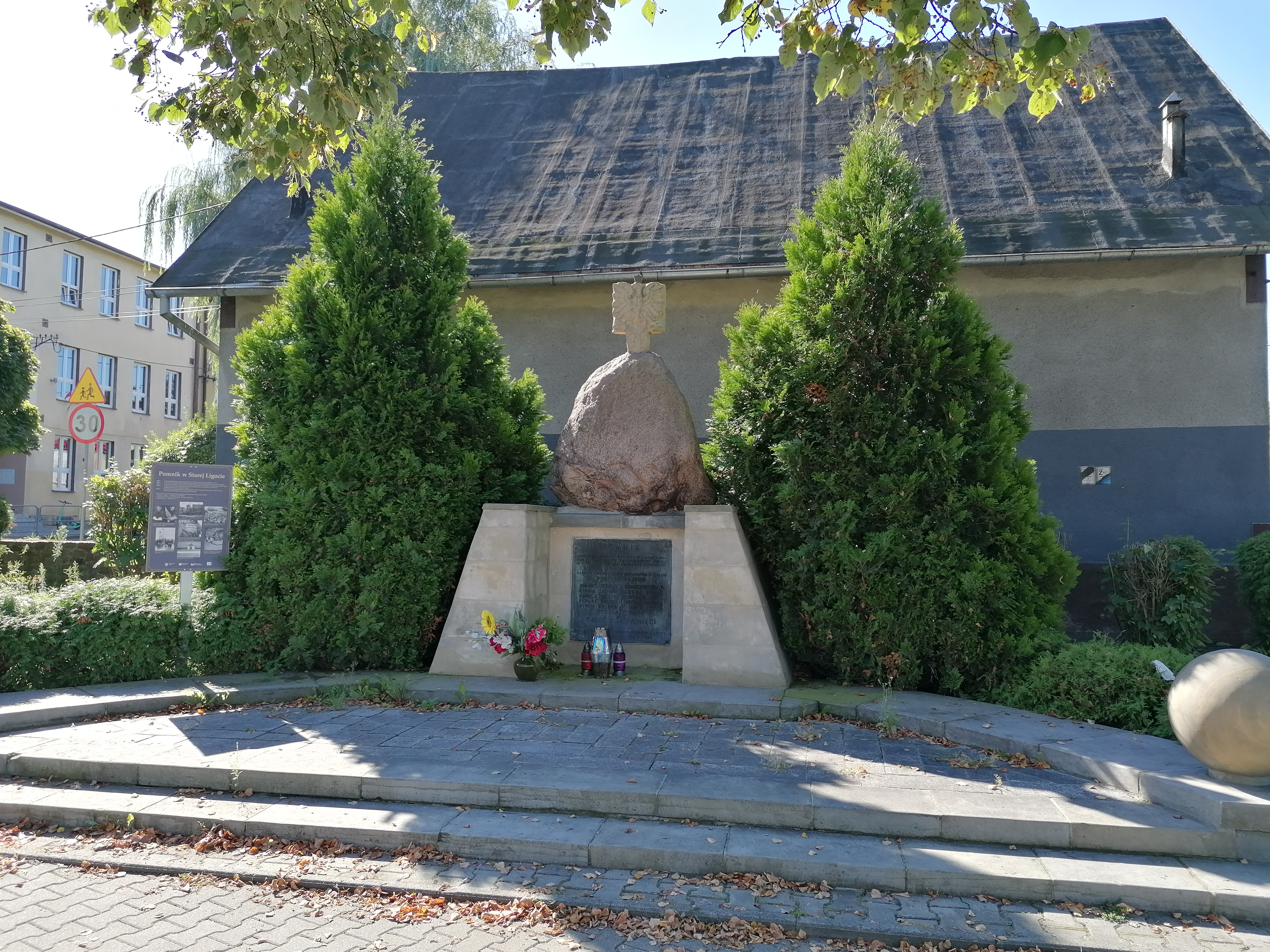
Findling zum Gedenken an die Aufständischen in Stara Ligota (2023).
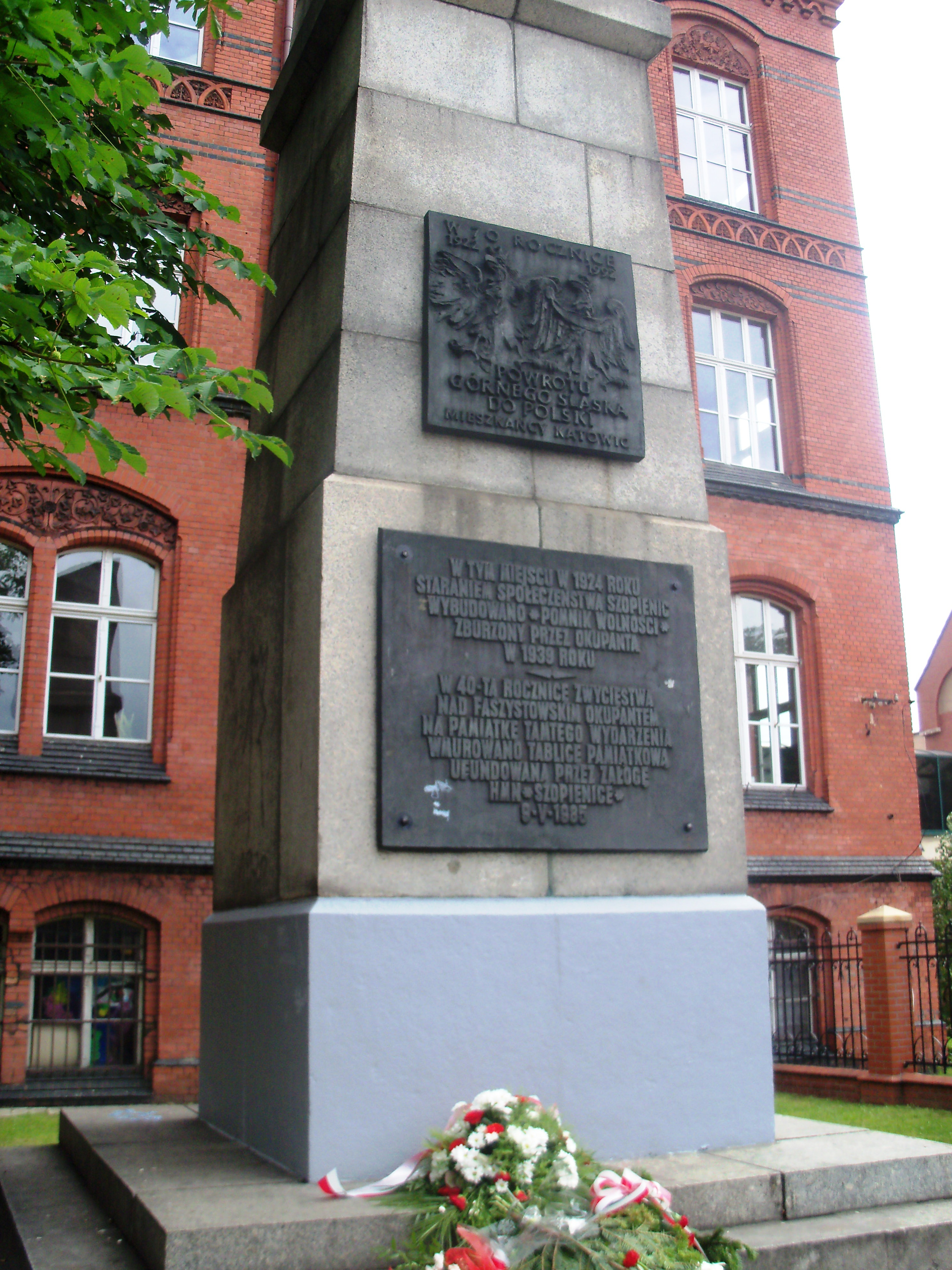
Denkmal in Szopienice (2011).
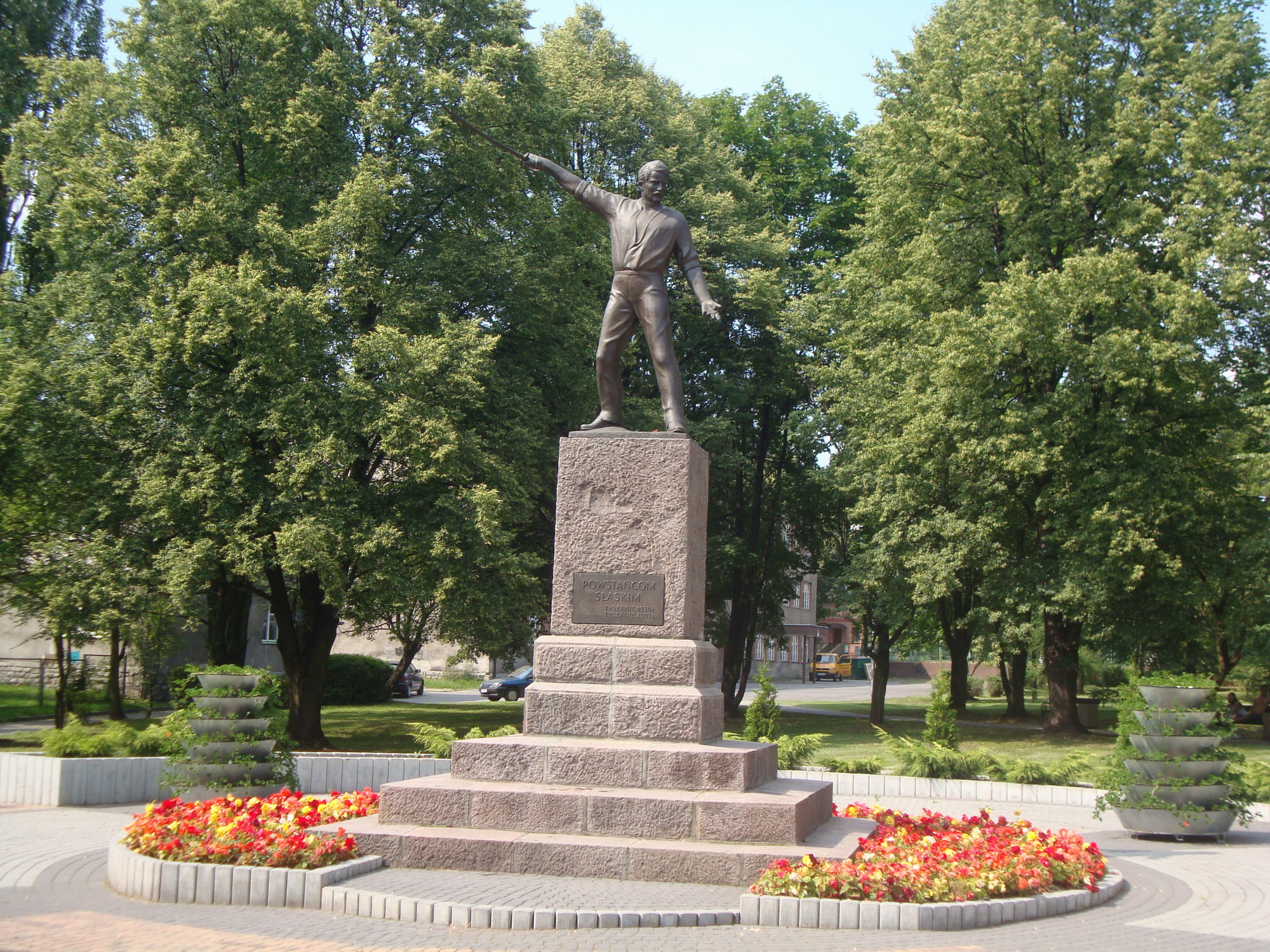
Das Denkmal für die Aufständischen in Tychy (2009).
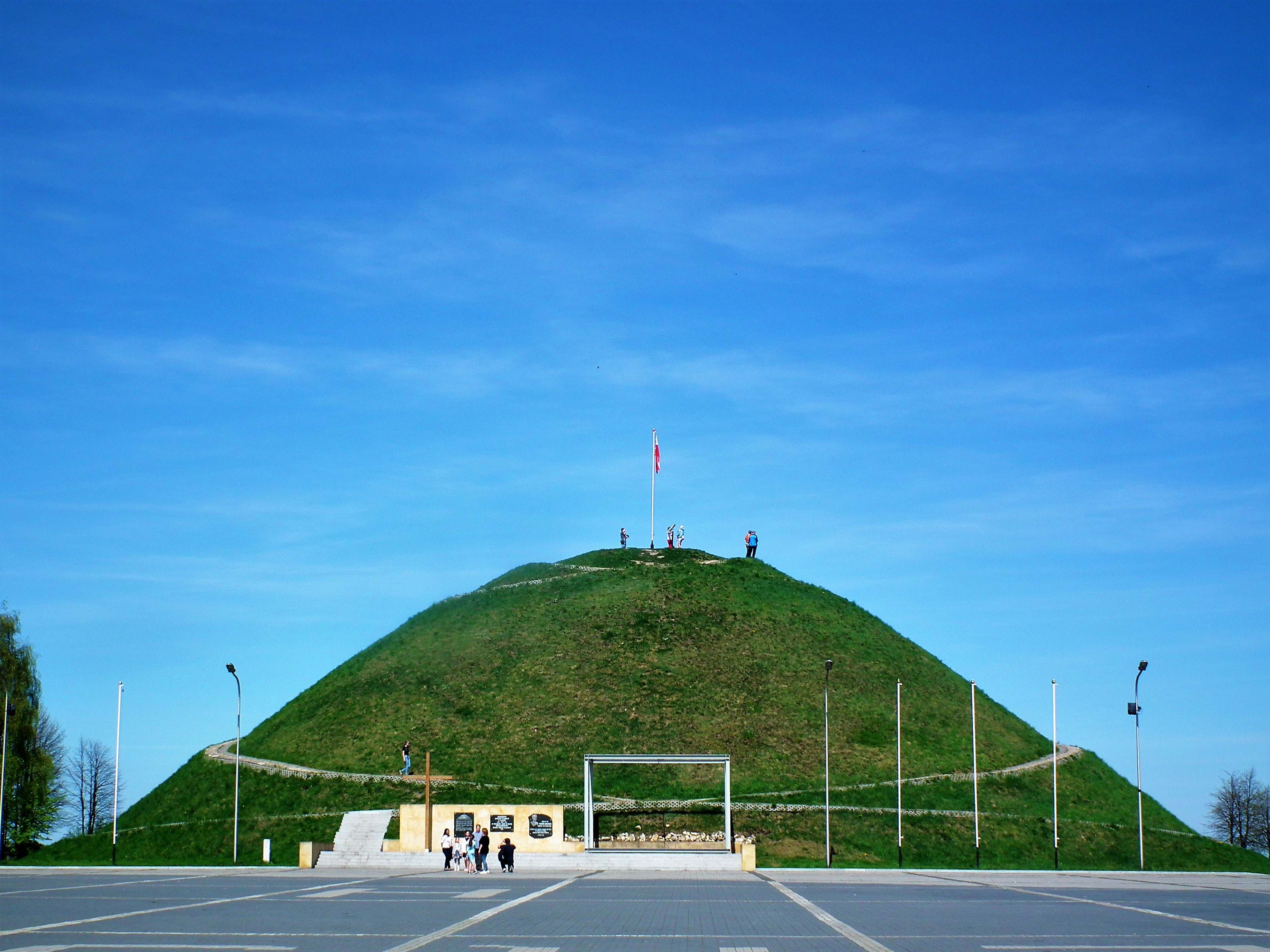
Befreiungshügel in Piekary Śląskie (2018).
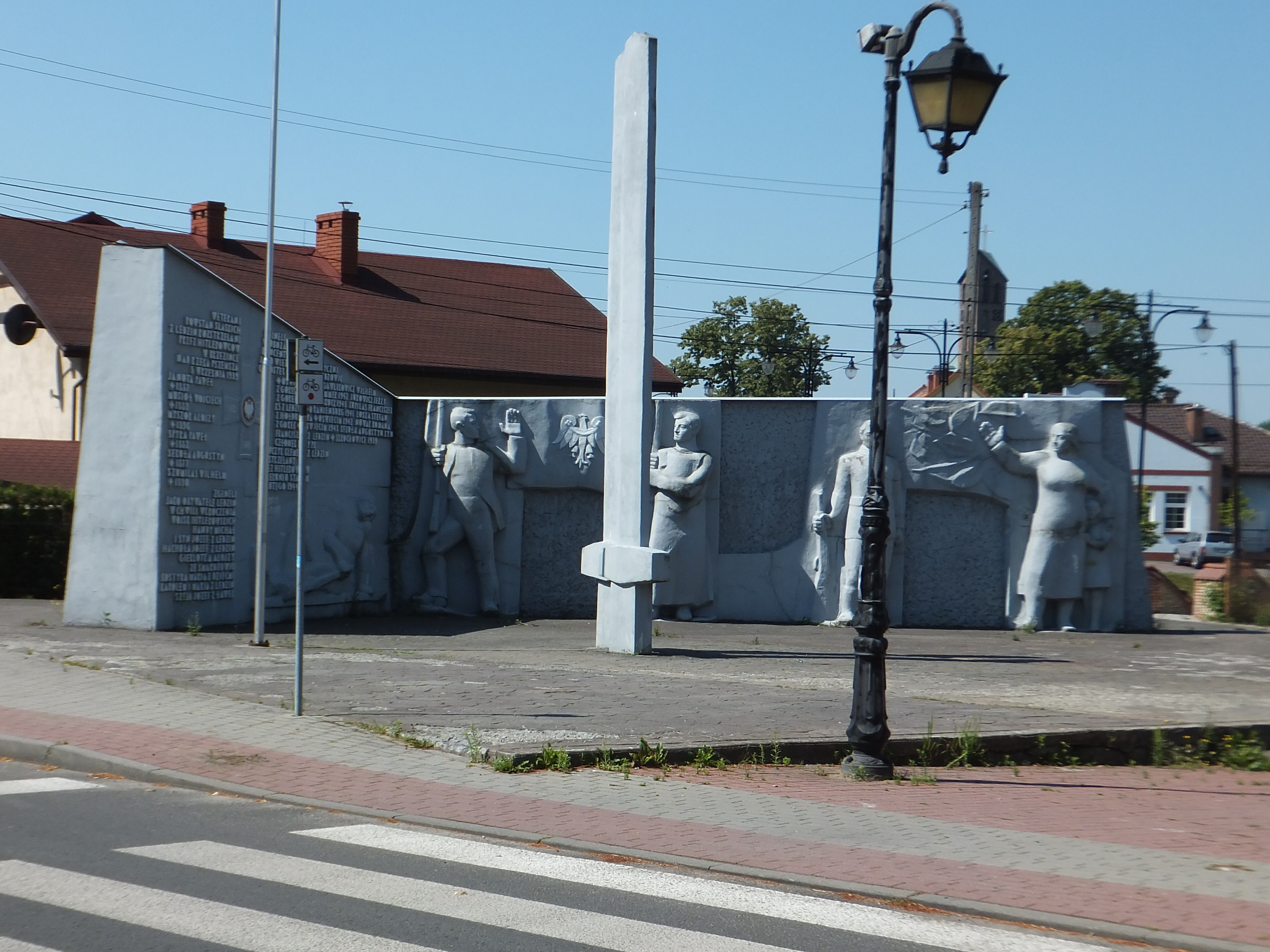
Monument für die Veteranen in Lędziny (2015).
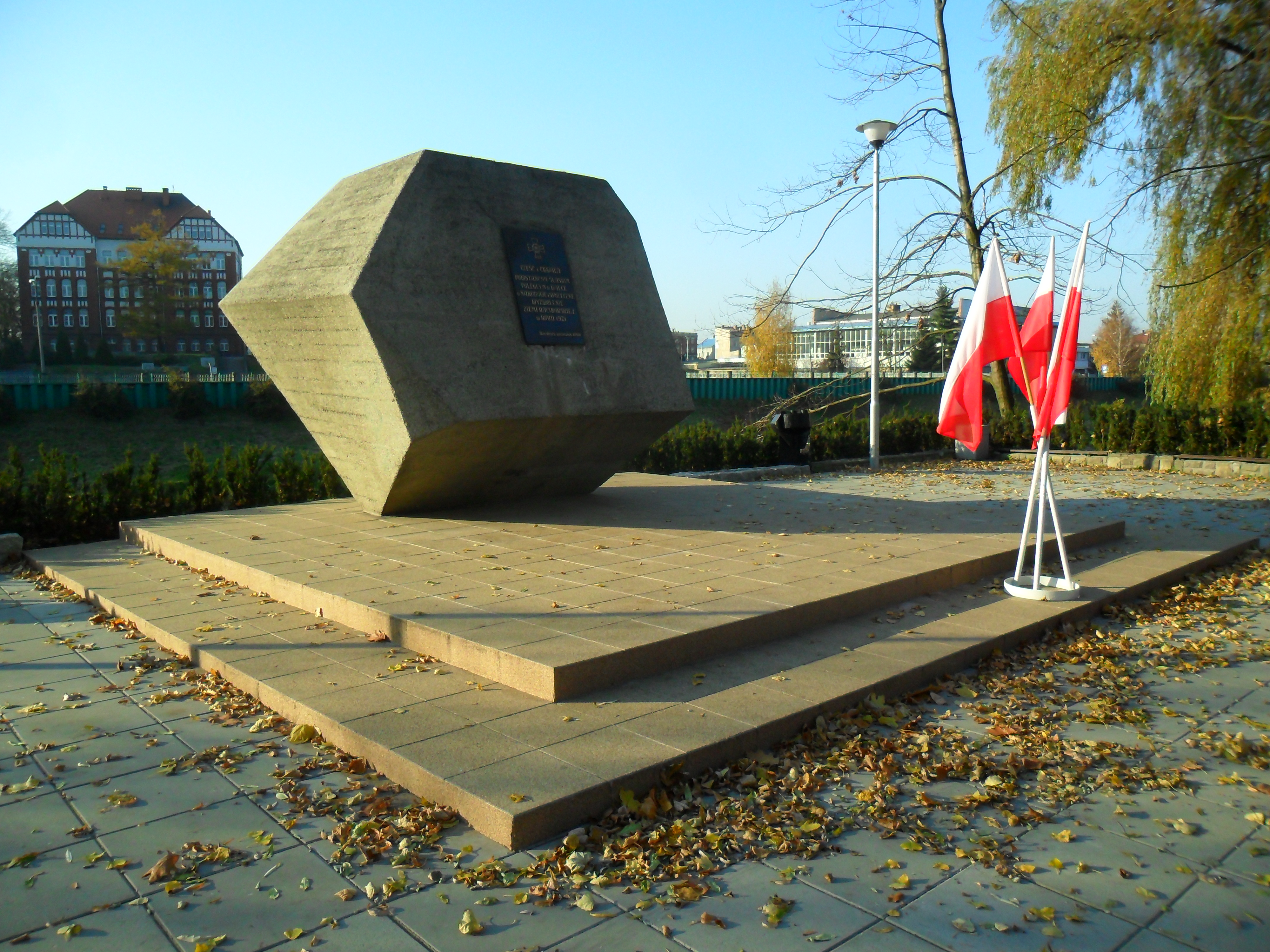
Denkmal für die Schlesischen Aufstände in Racibórz (2011).
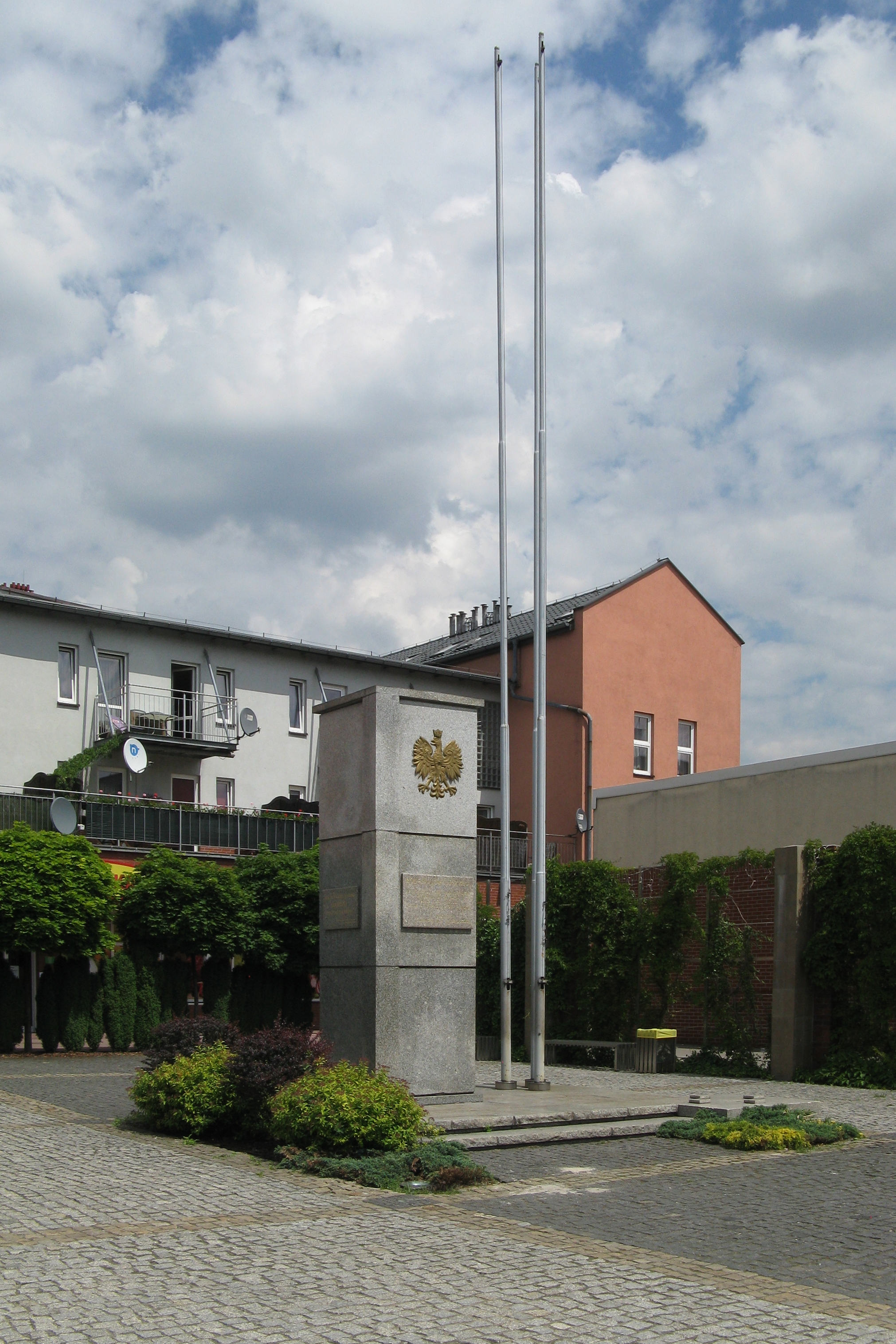
Denkmal für die Schlesischen Aufstände in Radzionków (2018).
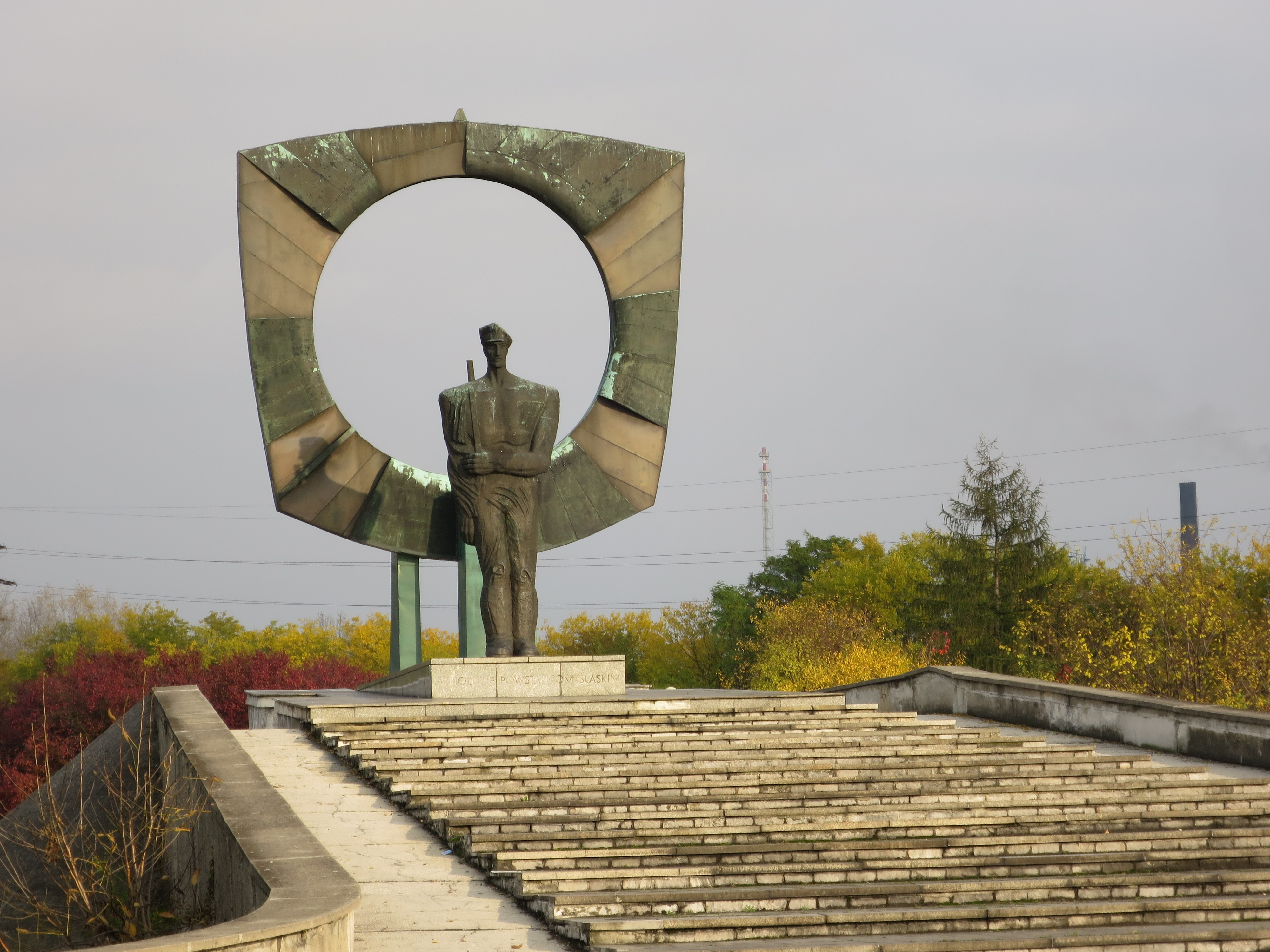
Denkmal für die Schlesischen Aufstände in Zdzieszowice (2016).

### Museen
In Oberschlesien gibt es zwei Museen, die sich mit den Schlesischen Aufständen beschäftigen. Das Museum des Oppelner Schlesiens unterhält eine Außenstelle in St. Annaberg, die vorrangig der Geschichte der Schlesischen Aufstände gewidmet ist. Ursprünglich war das Museum in einer Schule in Leśnica untergebracht, die während des Dritten Schlesischen Aufstands 1921 dem 3. Katowicer Aufständischen-Regiment als Hauptquartier gedient hatte.
Daneben wurde 2013 in Świętochłowice das Muzeum Powstań Śląskich ‚Museum der Schlesischen Aufstände‘ eingerichtet, dass sich mit 2500 Exponaten diesem Teil der oberschlesischen Geschichte widmet.